# Marxismo-leninismo

Marxismo-Leninismo

El marxismo-leninismo, es una ideología política y el principal movimiento comunista a lo largo del siglo XX. El marxismo-leninismo fue el nombre formal de la ideología estatal oficial adoptada por la Unión Soviética (URSS), sus estados satélites en el bloque del Este y varios países socialistas auto declarados en el Movimiento de Países No Alineados y el Tercer Mundo durante la Guerra Fría así como la Internacional Comunista después de la bolchevización. Hoy en día, el marxismo-leninismo es la ideología de varios partidos comunistas y sigue siendo la ideología oficial de los partidos gobernantes de China, Cuba, Laos y Vietnam como repúblicas socialistas unitarias de partido único y de Nepal en una democracia popular multipartidista, si bien Corea del Norte también es una república socialista unitaria de partido único esta ya no se define como una república marxista-leninista en sí, sino como una república juche, definida como una adaptación del marxismo-leninismo a las características particulares del país.
Generalmente, los marxistas-leninistas apoyan el internacionalismo proletario, la democracia socialista y se oponen al anarquismo, el fascismo, el imperialismo y la democracia liberal. El marxismo-leninismo sostiene que se necesita una revolución comunista en dos etapas para reemplazar al capitalismo. Un partido de vanguardia, organizado jerárquicamente a través del centralismo democrático, tomaría el poder "en nombre del proletariado" y establecería un Estado socialista dirigido por un partido comunista, que afirma representar la dictadura del proletariado. El estado controlaría la economía y los medios de producción, buscando suprimir a la burguesía, la contrarrevolución y la oposición, promovería el colectivismo en la sociedad y allanaría el camino para una eventual sociedad comunista, sin clases y sin estado. Como resultado, los académicos occidentales se han referido comúnmente a los estados marxista-leninistas como estados comunistas.
Como ideología y práctica, fue desarrollada por Iósif Stalin en la década de 1920 basándose en su comprensión y síntesis del marxismo ortodoxo y del leninismo. Después de la muerte de Vladimir Lenin en 1924, el marxismo-leninismo se convirtió en un movimiento distinto en la Unión Soviética cuando Stalin y sus partidarios obtuvieron el control del partido. Rechazó las nociones comunes entre los marxistas occidentales de la revolución mundial, como requisito previo para la construcción del socialismo, a favor del concepto de socialismo en un solo país. Según sus partidarios, la transición gradual del capitalismo al socialismo se caracterizó por la introducción del primer plan quinquenal y la Constitución soviética de 1936. A fines de la década de 1920, Stalin estableció la ortodoxia ideológica entre el Partido Comunista Ruso (bolcheviques), la Unión Soviética y la Internacional Comunista para establecer la praxis marxista-leninista universal. La formulación de la versión soviética del materialismo dialéctico e histórico en la década de 1930 por Stalin y sus asociados, como en el libro de Stalin Materialismo dialéctico e histórico, se convirtió en la interpretación soviética oficial del marxismo y fue tomada como ejemplo por los marxistas-leninistas de otros países. A finales de la década de 1930, el libro de texto oficial de Stalin Historia del Partido Comunista de la Unión Soviética (Bolcheviques) (1938) popularizó el término «marxismo-leninismo».
El internacionalismo del marxismo-leninismo se expresó apoyando revoluciones en otros países, inicialmente a través de la Internacional Comunista y luego a través del concepto de países de tendencia socialista después de la desestalinización. El establecimiento de otros estados comunistas después de la Segunda Guerra Mundial resultó en la sovietización y estos estados comunistas tendieron a seguir el modelo marxista-leninista soviético de planes quinquenales y rápida industrialización, centralización política y represión. Durante la Guerra Fría, el marxismo-leninismo fue una fuerza impulsora en las relaciones internacionales durante la mayor parte del siglo XX. Con la muerte de Stalin y la desestalinización, el marxismo-leninismo sufrió varias revisiones y adaptaciones como el guevarismo, el castrismo, el pensamiento de Ho Chi Minh, el hoxhaísmo, el maoísmo, el socialismo con características chinas, el kádárismo y el titoísmo. Esto también provocó varias divisiones entre los estados marxista-leninistas, lo que resultó en la división Tito-Stalin, la división sino-soviética y la división sino-albanesa. La naturaleza socioeconómica de los estados marxista-leninistas, especialmente la de la Unión Soviética durante la era de Stalin, ha sido muy debatida, siendo etiquetada de diversas formas como una forma de colectivismo burocrático, capitalismo de estado, socialismo de estado o un modo de producción totalmente único. El bloque del Este, incluidos los estados marxistas-leninistas de Europa Central y Oriental, así como los regímenes socialistas del Tercer Mundo, han sido descritos de diversas formas como «sistemas burocrático-autoritarios» y la estructura socioeconómica de China como «capitalismo de estado».
La crítica del marxismo-leninismo se superpone en gran medida con la crítica al gobierno del partido comunista y se centra principalmente en las acciones y políticas implementadas por los líderes marxistas-leninistas, sobre todo Stalin, Mao Zedong y Pol Pot. En la práctica, los estados marxista-leninistas están marcados por un alto grado de control centralizado por parte del estado y el partido comunista, represión política, ateísmo estatal, colectivización y uso de campos de trabajo, así como educación y atención médica universal y gratuita, bajo desempleo y precios más bajos para ciertos bienes. Historiadores como Silvio Pons y Robert Service sostienen que la represión y el totalitarismo provienen de la ideología marxista-leninista. Historiadores como Michael Geyer y Sheila Fitzpatrick proponen otras explicaciones y critican el enfoque en los niveles superiores de la sociedad y el uso de conceptos de la Guerra Fría como el totalitarismo que han oscurecido la realidad del sistema. Si bien el surgimiento de la Unión Soviética como el primer estado nominalmente comunista del mundo llevó a la asociación generalizada del comunismo con el marxismo-leninismo y el modelo soviético, varios académicos, economistas e intelectuales argumentan que en la práctica el modelo marxista-leninista es una forma de capitalismo de estado, o un sistema de mando planificado o economía dirigida.

## Descripción

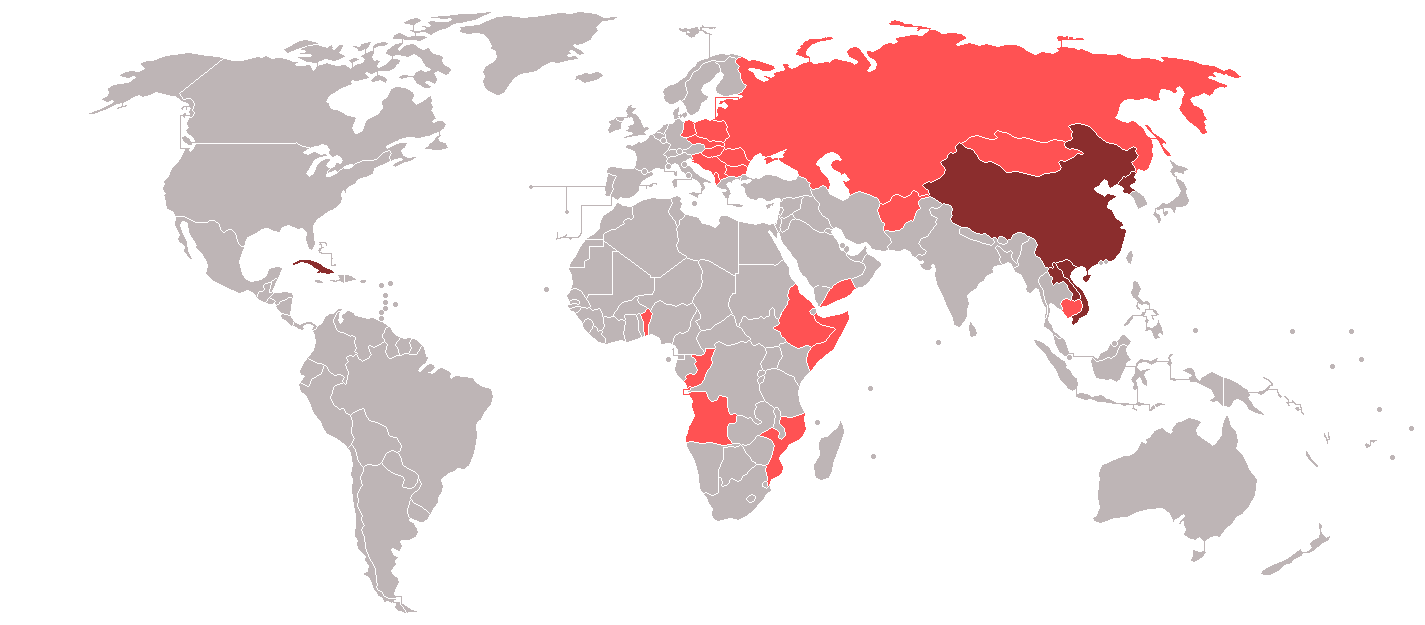
Mapa de estados socialistas marxistas-leninistas actuales y anteriores.
Actuales
Anteriores

En el establecimiento de la Unión Soviética en el antiguo Imperio ruso, el bolchevismo fue la base ideológica. Como único partido de vanguardia legal, decidió casi todas las políticas, que el partido comunista representó como correctas. Debido a que el leninismo fue el medio revolucionario para lograr el socialismo en la praxis del gobierno, la relación entre ideología y toma de decisiones inclinada al pragmatismo y la mayoría de las decisiones políticas se tomaron a la luz del desarrollo continuo y permanente de la ideología marxista-leninista, es decir, la adaptación ideológica a condiciones reales.El Partido Bolchevique perdió en las elecciones a la Asamblea Constituyente rusa de 1917, donde obtuvo el 23,3 % de los votos, frente al Partido Socialista Revolucionario, que obtuvo el 37,6 %. El 6 de enero de 1918, el Comité Ejecutivo Central del Congreso de los Soviets, un comité dominado por Lenin, emitió el Proyecto de Decreto sobre la Disolución de la Asamblea Constituyente. Lenin había apoyado previamente elecciones libres multipartidistas. Después de la derrota bolchevique, Lenin comenzó a referirse a la asamblea como una "forma engañosa de parlamentarismo democrático burgués". Esto conduciría al desarrollo del vanguardismo en el que una élite jerárquica del partido controlaba la sociedad.
Cinco años después de la muerte de Vladímir Lenin, Iósif Stalin culminó su ascenso al poder y fue el líder de la Unión Soviética que teorizó y aplicó las teorías socialistas de Lenin y Karl Marx como conveniencias políticas utilizadas para realizar sus planes para la Unión Soviética y por el socialismo mundial. Cuestiones del leninismo (1926) representó al marxismo-leninismo como una ideología comunista separada y presentó una jerarquía global de partidos comunistas y partidos de vanguardia revolucionaria en cada país del mundo. Con eso, la aplicación del marxismo-leninismo por parte de Stalin a la situación de la Unión Soviética se convirtió en el estalinismo, la ideología oficial del estado hasta su muerte en 1953. En el discurso político marxista, el estalinismo, que denota y connota la teoría y la praxis de Stalin, tiene dos usos, a saber, el elogio de Stalin por parte de los marxistas-leninistas que creen que Stalin desarrolló con éxito el legado de Lenin y la crítica de Stalin por parte de otros marxistas que repudian las purgas políticas, represiones de clase social y terrorismo burocrático de Stalin.

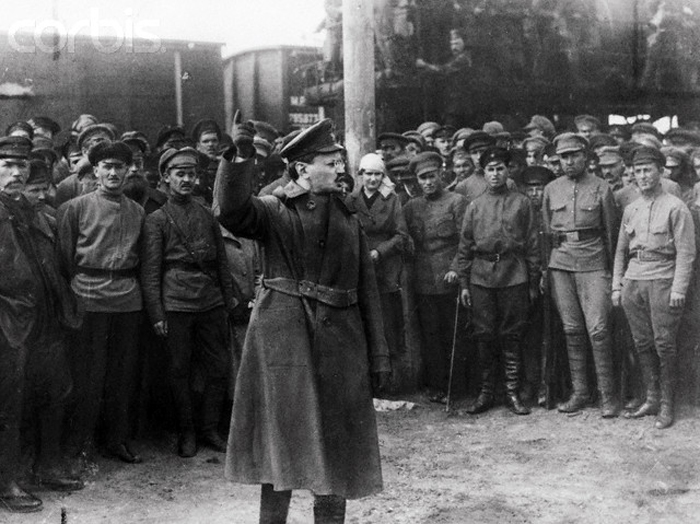
León Trotsky exhorta a los soldados del Ejército Rojo en la guerra polaco-soviética

Como parte de la Oposición de izquierda a Stalin dentro del partido y el gobierno soviéticos, León Trotski y los trotskistas argumentaron que la ideología marxista-leninista contradecía el marxismo y el leninismo en teoría, por lo tanto, que la ideología de Stalin no fue útil para la implementación del socialismo en Rusia. Además, los trotskistas dentro del partido identificaron su ideología comunista antiestalinista como bolchevique-leninismo y apoyaron la revolución permanente para diferenciarse de la justificación e implementación del socialismo de Stalin en un solo país.

Mao Zedong con Anna Louise Strong, la periodista estadounidense que informó y explicó la Revolución Comunista China a Occidente

Después de la ruptura sino-soviética de la década de 1960, el Partido Comunista de China y el Partido Comunista de la Unión Soviética afirmaron ser el único heredero y sucesor de Stalin en lo que respecta a la interpretación correcta del marxismo-leninismo y líder ideológico del comunismo mundial. En ese sentido, el pensamiento de Mao Zedong, la actualización y adaptación de Mao Zedong del marxismo-leninismo a las condiciones chinas en las que la praxis revolucionaria es primaria y la ortodoxia ideológica es secundaria, representa el marxismo-leninismo urbano adaptado a la China preindustrial. La afirmación de que Mao había adaptado el marxismo-leninismo a las condiciones chinas se convirtió en la idea de que lo había actualizado de una manera fundamental aplicándolo al mundo en su conjunto. En consecuencia, el pensamiento de Mao Zedong se convirtió en la ideología estatal oficial de la República Popular China, así como en la base ideológica de los partidos comunistas de todo el mundo que simpatizaban con China. A fines de la década de 1970, el partido comunista peruano Sendero Luminoso desarrolló y sintetizó el marxismo-leninismo-maoísmo, una variedad del marxismo-leninismo que supuestamente es un nivel superior del marxismo-leninismo y que se puede aplicar universalmente.

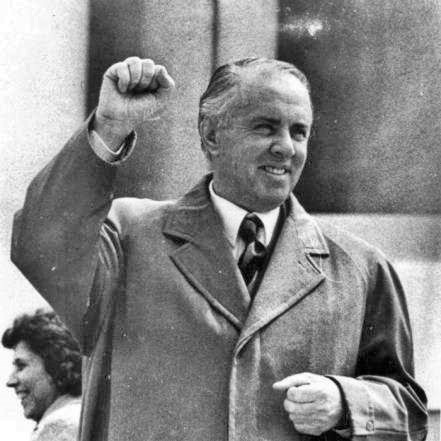
Enver Hoxha, quien dirigió la ruptura sino-albanesa en la década de 1970 y cuyos seguidores antirrevisionistas llevaron al desarrollo del hoxhaísmo.

Tras la ruptura sino-albanesa de la década de 1970, una pequeña parte de los marxistas-leninistas comenzaron a restar importancia o repudiar el papel de Mao en el movimiento internacional marxista-leninista a favor del Partido del Trabajo de Albania y una adhesión más estricta a Stalin. La división sino-albanesa fue causada por el rechazo de Albania al acercamiento chino-estadounidense, específicamente la reunión de 1972 entre Mao y Nixon, que el antirrevisionista Partido del Trabajo de Albania percibió como una traición ideológica a la propia teoría de los Tres Mundos de Mao que excluía tal acercamiento político con Occidente. Para los marxistas-leninistas albaneses, los tratos chinos con los Estados Unidos indicaban los compromisos prácticos disminuidos de Mao con la ortodoxia ideológica y el internacionalismo proletario. En respuesta a las desviaciones aparentemente poco ortodoxas de Mao, Enver Hoxha, jefe del Partido del Trabajo de Albania, teorizó el marxismo-leninismo antirrevisionista, conocido como hoxhaísmo, que retuvo el marxismo-leninismo ortodoxo en comparación con la ideología de la Unión Soviética posterior a Stalin.
En Corea del Norte, el marxismo-leninismo fue reemplazado por la ideología juche en la década de 1970. Esto se oficializó en 1992 y 2009, cuando se eliminaron las referencias constitucionales al marxismo-leninismo, sustituyéndose por referencias al juche. En 2009, la constitución fue enmendada silenciosamente para que no solo eliminara todas las referencias al marxismo-leninismo presentes en el primer borrador, sino que también eliminara todas las referencias al comunismo. Michael Seth describió la ideología juche como una versión del "ultranacionalismo coreano" que se acabó desarrollando después de perder sus elementos marxista-leninistas originales. Según Corea del Norte: un estudio de país, de Robert L. Worden, el marxismo-leninismo fue abandonado inmediatamente tras el inicio de la desestalinización en la Unión Soviética y ha sido totalmente reemplazado por el juche desde al menos 1974. Según Daniel Schwekendiek, lo que distingue al marxismo-leninismo norcoreano del de China y la Unión Soviética fue que incorporó sentimientos nacionales y elementos macrohistóricos en la ideología socialista, optando por su "propio estilo de socialismo". Los principales elementos coreanos son el énfasis en el confucianismo tradicional y el recuerdo de la experiencia traumática de Corea bajo el dominio japonés, así como un enfoque en las características autobiográficas de Kim Il-sung como héroe guerrillero.
En los otros cuatro estados socialistas marxista-leninistas existentes, a saber, China, Cuba, Laos y Vietnam, los partidos gobernantes mantienen el marxismo-leninismo como su ideología oficial, aunque le dan diferentes interpretaciones en términos de práctica política. El marxismo-leninismo es también la ideología de los partidos comunistas anti-revisionistas, hoxhaístas, maoístas y neoestalinistas en todo el mundo. Los antirrevisionistas critican algún gobierno de los estados comunistas al afirmar que eran países de capitalismo de estado gobernados por "revisionistas". Aunque los períodos y países definidos como capitalistas de estado o revisionistas varían entre diferentes ideologías y partidos, generalmente aceptan que la Unión Soviética fue socialista durante la época de Stalin. Los marxistas-leninistas-maoístas creen que la República Popular China se convirtió en capitalista de estado después de la muerte de Mao. Los hoxhaístas creen que la República Popular de China siempre fue capitalista de estado y defienden a la República Popular Socialista de Albania como el único estado socialista después de la Unión Soviética bajo Stalin.

### Definición y terminología
Las ideologías e ideas comunistas han adquirido un nuevo significado desde la Revolución rusa a medida que se volvían equivalentes a las ideas del marxismo-leninismo, a saber, la interpretación del marxismo por Vladimir Lenin y sus sucesores. Respaldando el objetivo final, a saber, la creación de un medio de producción de propiedad comunitaria y el suministro de consumo a cada uno de sus participantes "de acuerdo con sus necesidades", el marxismo-leninismo propone el reconocimiento de la lucha de clases como principio dominante de un cambio social y del desarrollo. Además, los trabajadores (es decir, el proletariado) debían llevar a cabo la misión de reconstrucción de la sociedad. Llevar a cabo una revolución socialista liderada por lo que sus defensores denominaron la "vanguardia del proletariado", definida como el partido comunista organizado jerárquicamente a través del centralismo democrático, fue aclamado como una necesidad histórica por los marxistas-leninistas. Además, se abogó por la implantación de la dictadura proletaria y se reprimió a las clases consideradas hostiles.  En la década de 1920, Iósif Stalin lo definió y formuló por primera vez basándose en su comprensión del marxismo ortodoxo y del leninismo.

### Interpretaciones
La filosofía marxista-leninista ha sido criticada por un amplio espectro político tanto de izquierda como de derecha. El gobierno marxista-leninista ha sido especialmente criticado, incluso por otros socialistas como anarquistas, comunistas, socialistas democráticos, socialistas libertarios y marxistas. Los estados marxista-leninistas han sido descritos como autoritarios, o acusados de totalitarios, por reprimir y matar a disidentes políticos y clases sociales (los llamados "enemigos del pueblo"), persecución religiosa, limpieza étnica, colectivización forzada y uso del trabajo forzoso en campos de trabajo. Estos estados han sido acusados de actos genocidas en China, Polonia y Ucrania. La izquierda antiestalinista y otros críticos de izquierda lo ven como un ejemplo de capitalismo de Estado. y se han referido a él como un "fascismo rojo" contrario a la política de izquierda. Otros izquierdistas, incluidos los marxistas-leninistas, lo critican por sus acciones estatales represivas al tiempo que reconocen ciertos avances como los logros igualitarios y la modernización bajo tales estados.
Algunos académicos como Stéphane Courtois (El libro negro del comunismo), Steven Rosefielde (Holocausto rojo) y Rudolph Rummel (Muerte por el gobierno) escribieron sobre asesinatos en masa bajo regímenes marxistas-leninistas. Estos autores definieron la represión política por parte de los comunistas como un "democidio comunista", un "genocidio comunista" o un "Holocausto rojo", o utilizaron la narrativa de "víctimas del comunismo". Algunos de ellos compararon el comunismo con el nazismo y describieron las muertes bajo regímenes marxista-leninistas (guerras civiles, deportaciones, hambrunas, represiones y guerras) como una consecuencia directa del comunismo. Algunas de estas obras, en particular "El Libro Negro del Comunismo" y su cifra de 93 o 100 millones, han sido citadas por grupos políticos y miembros del Parlamento Europeo.
Sin negar las tragedias de los hechos, otros estudiosos critican la interpretación que ve al comunismo como el principal culpable por presentar una narrativa anticomunista sesgada o exagerada. Algunos académicos proponen un análisis más matizado del gobierno marxista-leninista, argumentando que las narrativas anticomunistas han exagerado el alcance de la represión política y la censura en los estados marxista-leninistas y han establecido comparaciones con lo que ven como atrocidades perpetradas por los países capitalistas, particularmente durante la Guerra Fría. Entre estos académicos se encuentran Mark Aarons, Noam Chomsky, Jodi Dean, Kristen Ghodsee, Seumas Milne y Michael Parenti. Ghodsee, Nathan J. Robinson y Scott Sehon escriben sobre los méritos de adoptar una posición antianticomunista que no niega las atrocidades, sino que distingue entre corrientes comunistas antiautoritarias y otras corrientes socialistas, ambas víctimas de la represión.
La historiografía de los estados marxista-leninistas está igualmente polarizada. Según John Earl Haynes y Harvey Klehr, la historiografía se caracteriza por una división entre "tradicionalistas" y "revisionistas". Los "tradicionalistas", que se describen a sí mismos como reporteros objetivos de una supuesta naturaleza "totalitaria" del comunismo y de los Estados marxistas-leninistas, son acusados por sus oponentes de ser anticomunistas, incluso fascistas, en su afán de seguir centrándose en los asuntos de la Guerra Fría. Algunos de los epítetos con los que se caracteriza a los tradicionalistas son "anticomunista", "conservador", "draperita" (por Theodore Draper), "ortodoxo" y "derechista". Norman Markowitz, un prominente "revisionista", los calificó de "reaccionarios", "románticos de derecha", "románticos" y "triunfalistas" que pertenecen a la "escuela académica HUAC del CPUSA." Según Haynes y Klehr, los "revisionistas" son más numerosos y dominan las instituciones académicas y las revistas científicas. Una formulación alternativa sugerida es "nuevos historiadores del comunismo estadounidense", pero no ha tenido éxito porque estos historiadores se describen a sí mismos como imparciales y eruditos y contrastan su trabajo con el trabajo de los tradicionalistas anticomunistas a quienes definen como sesgados y no académicos. La sovietología académica posterior a la Segunda Guerra Mundial y durante la Guerra Fría estuvo dominada por el "modelo totalitario" de la Unión Soviética, subrayando la naturaleza absoluta del poder de Stalin. Matt Lenoe describe la "escuela revisionista" como la representación de aquellos que "insistían en que la vieja imagen de la Unión Soviética como un estado totalitario empeñado en dominar el mundo era demasiado simplista o sencillamente errónea. Tendían a interesarse por la historia social y a argumentar que la dirección del Partido Comunista había tenido que adaptarse a las fuerzas sociales. " Matt Lenoe describe la "escuela revisionista" como la representación de aquellos que "insistían en que la vieja imagen de la Unión Soviética como un estado totalitario empeñado en dominar el mundo era demasiado simplificada o simplemente errónea. Tenían a estar interesados en la historia social y a argumentar que el liderazgo del Partido Comunista había tenido que adaptarse a las fuerzas sociales." Estos historiadores de la "escuela revisionista" desafiaron el enfoque de "modelo totalitario" a la historia marxista-leninista, tal como lo describe el politólogo Carl Joachim Friedrich, quien sustuvo que la Unión Soviética y otros estados marxistas-leninistas eran sistemas totalitarios, caracterizados por el culto a la personalidad y los poderes casi ilimitados del "gran líder".

## Historia

### Bolcheviques, Revolución de febrero y Gran Guerra (1903-1917)

Vladimir Lenin, quien dirigió la facción bolchevique dentro del Partido Obrero Socialdemócrata de Rusia

Aunque el marxismo-leninismo se creó después de la muerte de Vladimir Lenin durante el régimen de Iósif Stalin en la Unión Soviética, sigue siendo la ideología oficial del estado después de la desestalinización y de otros estados marxistas-leninistas, la base de elementos del marxismo-leninismo es anterior a este. La filosofía del marxismo-leninismo se originó como la praxis política proactiva de la facción bolchevique del Partido Obrero Socialdemócrata Ruso para realizar el cambio político en la Rusia zarista. El liderazgo de Lenin transformó a los bolcheviques en la vanguardia política del partido, que estaba compuesta por revolucionarios profesionales que practicaban el centralismo democrático para elegir a los líderes y cargos, así como para determinar la política a través de la discusión libre, y luego se materializaba de manera decisiva a través de la acción unida. El vanguardismo del compromiso proactivo y pragmático para lograr la revolución fue la ventaja de los bolcheviques para superar a los partidos políticos liberales y conservadores que defendían la socialdemocracia sin un plan de acción práctico para la sociedad rusa que deseaban gobernar. El leninismo permitió que el partido bolchevique asumiera el mando de la Revolución de Octubre en 1917.

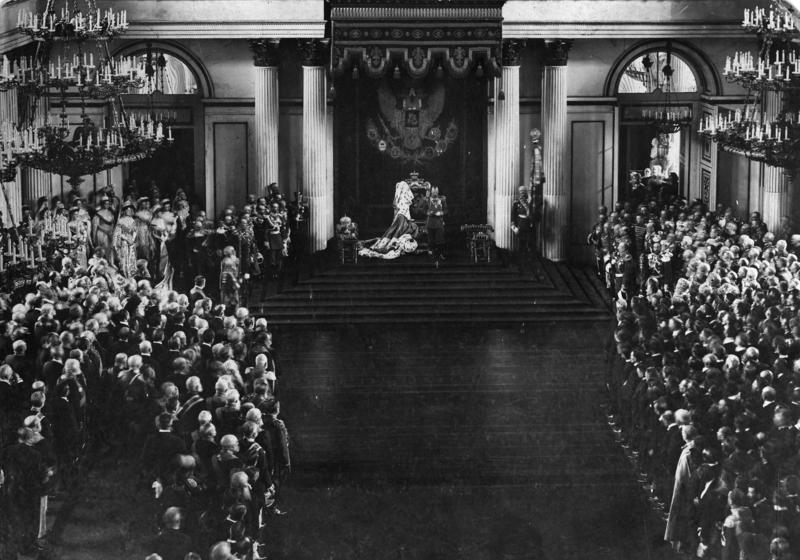
El zar Nicolás II dirigiéndose a las dos cámaras de la Duma en el Palacio de Invierno después de la fallida Revolución Rusa de 1905 que exilió a Lenin de la Rusia Imperial a Suiza.

Doce años antes de la Revolución de Octubre de 1917, los bolcheviques no habían logrado asumir el control de la Revolución de febrero de 1905 (22 de enero de 1905 - 16 de junio de 1907) porque los centros de acción revolucionaria estaban demasiado separados para una adecuada coordinación política. Para generar un impulso revolucionario a partir de las matanzas del ejército zarista el Domingo Sangriento (22 de enero de 1905), los bolcheviques alentaron a los trabajadores a usar la violencia política para obligar a las clases sociales burguesas (la nobleza y la burguesía) a unirse a la revolución proletaria para derrocar la monarquía absoluta del zar de Rusia. Más importante aún, la experiencia de esta revolución hizo que Lenin concibiera los medios para patrocinar la revolución socialista a través de la agitación, la propaganda y un partido político bien organizado, disciplinado y pequeño.
A pesar de la persecución de la policía secreta por parte del Ojrana (Departamento para la Protección de la Seguridad Pública y el Orden), los bolcheviques emigrados regresaron a Rusia para agitar, organizar y liderar, pero luego regresaron al exilio cuando el fervor revolucionario de los pueblos falló en 1907. El fracaso de la Revolución de Febrero exilió a bolcheviques, mencheviques, socialistas revolucionarios y anarquistas como la Guardia Negra de Rusia. La membresía en las filas bolchevique y menchevique disminuyó de 1907 a 1908, mientras que el número de personas que participaron en las huelgas en 1907 fue el 26 % de la cifra durante el año de la Revolución de 1905, cayendo al 6 % en 1908 y al 2 % en 1910. El período 1908-1917 se caracterizó por la desilusión en las filas del partido bolchevique por el liderazgo de Lenin, con miembros que se le opusieron por escándalos relacionados con sus expropiaciones y métodos de recaudación de fondos para el partido. Esta derrota política se vio agravada por las reformas políticas del gobierno imperial ruso del zar Nicolás II. En la práctica, las formalidades de la participación política (la pluralidad electoral de un sistema multipartidista con la Duma del Estado y la Constitución rusa de 1906) fueron concesiones parciales y cosméticas del Zar al progreso social porque los cargos públicos seguían estando reservados a la aristocracia, la nobleza y la burguesía. Estas reformas no resolvieron ni el analfabetismo, la pobreza ni la malnutrición de la mayoría proletaria de la Rusia imperial.

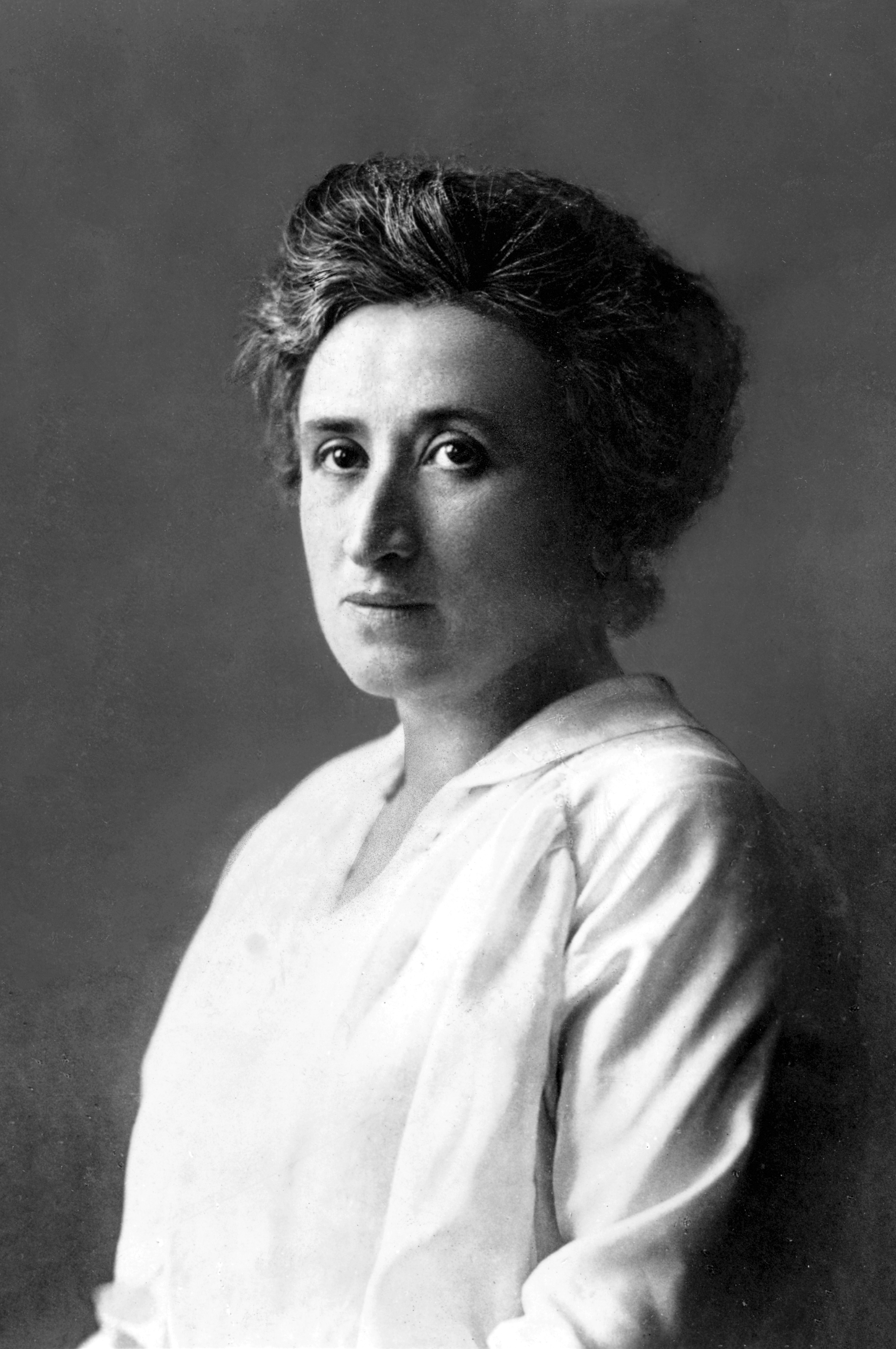
Rosa Luxemburgo, una marxista polaca que apoyó el derrotismo revolucionario de Lenin

En el exilio suizo, Lenin desarrolló la filosofía de Marx y extrapoló la descolonización por revuelta colonial como refuerzo de la revolución proletaria en Europa. En 1912, Lenin resolvió un desafío fraccional a su liderazgo ideológico del Partido Obrero Socialdemócrata de Rusia (POSDR) por el grupo Adelante (Vperiod) en el partido, usurpando el congreso de todos los partidos para transformar el POSDR en el partido bolchevique. A principios de la década de 1910, Lenin seguía siendo muy impopular y era tan impopular entre el movimiento socialista internacional que en 1914 consideró censurarlo. A diferencia de los socialistas europeos que eligieron el nacionalismo belicoso al internacionalismo antibélico, cuya ruptura filosófica y política fue consecuencia del cisma internacionalista-defensista entre los socialistas, los bolcheviques se opusieron a la Gran Guerra (1914-1918). Esa traición nacionalista al socialismo fue denunciada por un pequeño grupo de líderes socialistas que se opusieron a la Gran Guerra, entre ellos Rosa Luxemburgo, Karl Liebknecht y Lenin, quienes dijeron que los socialistas europeos habían fallado a las clases trabajadoras por preferir la guerra patriótica al internacionalismo proletario. Para desacreditar el patriotismo y el chovinismo nacional, Lenin explicó en el ensayo El imperialismo, fase superior del capitalismo (1917) que la expansión económica capitalista conduce al imperialismo colonial que luego se regula con guerras nacionalistas como la Gran Guerra entre los imperios de Europa. Para aliviar las presiones estratégicas del Frente Occidental (4 de agosto de 1914 - 11 de noviembre de 1918), el Imperio alemán impulsó la retirada rusa del Frente Oriental de la guerra (17 de agosto de 1914 - 3 de marzo de 1918) enviando a Lenin y su cohorte bolchevique en un tren sellado, anticipándolos a participar en una actividad revolucionaria.

### Revolución de Octubre y guerra civil rusa (1917-1922)

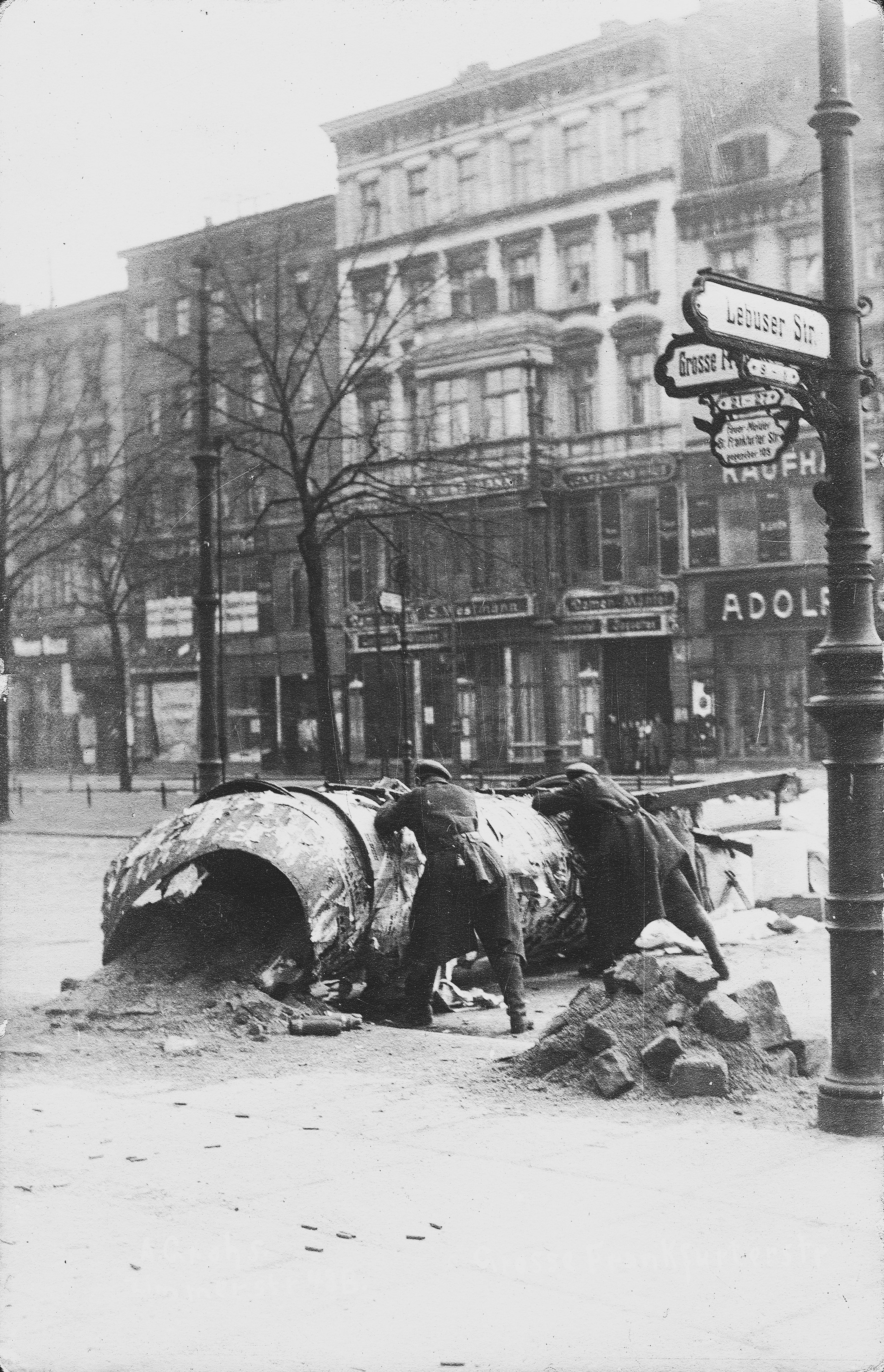
Del 4 al 15 de enero de 1919, el levantamiento espartaquista en la República de Weimar presentó una guerra urbana entre el Partido Comunista de Alemania (KPD) y los anticomunistas, con la ayuda secreta del gobierno imperial alemán liderado por el Partido Socialdemócrata de Alemania (SPD).

En marzo de 1917, la abdicación del zar Nicolás II condujo al gobierno provisional ruso (marzo-julio de 1917), que luego proclamó la República Rusa (septiembre-noviembre de 1917). Más tarde en la Revolución de Octubre, la toma del poder por parte de los bolcheviques contra el Gobierno Provisional dio lugar al establecimiento de la República Socialista Federativa Soviética de Rusia (1917-1991), pero partes de Rusia permanecieron ocupadas por el contrarrevolucionario Movimiento Blanco formado por anticomunistas que se había unido para formar el Ejército Blanco para luchar en la guerra civil rusa (1917-1922) contra el gobierno bolchevique. Además, a pesar de la guerra civil Blanco-Roja, Rusia siguió siendo un combatiente en la Gran Guerra que los bolcheviques habían renunciado con el Tratado de Brest-Litovsk que luego provocó la intervención aliada en la Guerra civil rusa por los ejércitos de diecisiete países, entre ellos Gran Bretaña, Francia, Italia, Estados Unidos y el Japón imperial.

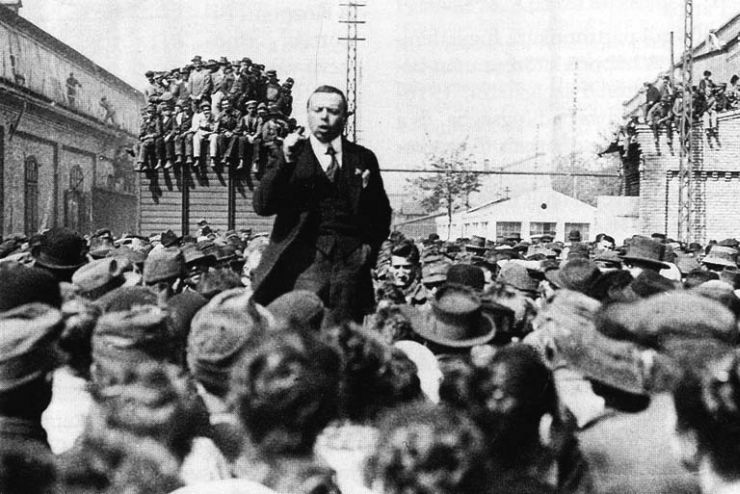
Béla Kun, líder de la República Soviética de Hungría, habla a sus partidarios durante la Revolución Húngara de 1919.

En otros lugares, la exitosa Revolución de Octubre en Rusia había facilitado la Revolución Alemana de 1918-1919 y las revoluciones e intervenciones en Hungría (1918-1920) que produjeron la Primera República Húngara y la República Soviética Húngara. En Berlín, el gobierno alemán y sus mercenarios Freikorps combatieron y derrotaron al levantamiento espartaquista que comenzó como una huelga general. En Múnich, el Freikorps local luchó y derrotó a la República Soviética de Baviera. En Hungría, los trabajadores desorganizados que habían proclamado la República Soviética de Hungría fueron combatidos y derrotados por los ejércitos reales del Reino de Rumania y el Reino de Yugoslavia, así como por el ejército de la Primera República de Checoslovaquia. Estas fuerzas comunistas pronto fueron aplastadas por fuerzas anticomunistas y fracasaron los intentos de crear una revolución comunista internacional. Sin embargo, se produjo una revolución exitosa en Asia, cuando la Revolución de Mongolia de 1921 estableció la República Popular de Mongolia (1924-1992). El porcentaje de delegados bolcheviques en el Congreso de los Sóviets de Todas las Rusias aumentó del 13 %, en el primer congreso en julio de 1917, al 66 %, en el quinto congreso de 1918.
Como se prometió a los pueblos rusos en octubre de 1917, los bolcheviques abandonaron la participación de Rusia en la Gran Guerra el 3 de marzo de 1918. Ese mismo año, los bolcheviques consolidaron el poder del gobierno al expulsar a los mencheviques, los socialistas revolucionarios y los socialistas revolucionarios de izquierda de los soviets. El gobierno bolchevique estableció entonces la policía secreta de la Cheka (Comisión Extraordinaria de Toda Rusia) para eliminar la oposición antibolchevique en el país. Inicialmente, hubo una fuerte oposición al régimen bolchevique porque no había resuelto la escasez de alimentos y la pobreza material de los pueblos rusos como se prometió en octubre de 1917. A partir de ese descontento social, la Cheka informó de 118 levantamientos, incluida la rebelión de Kronstadt (7-17 de marzo de 1921) contra la austeridad económica del comunismo de guerra impuesto por los bolcheviques. Los principales obstáculos para el desarrollo económico y la modernización de Rusia fueron la gran pobreza material y la falta de tecnología moderna, condiciones que el marxismo ortodoxo consideraba desfavorables para la revolución comunista. La Rusia agrícola estaba lo suficientemente desarrollada para establecer el capitalismo, pero no estaba lo suficientemente desarrollada para establecer el socialismo. Para la Rusia bolchevique, el período 1921-1924 se caracterizó por la ocurrencia simultánea de la recuperación económica, la hambruna (1921-1922) y una crisis financiera (1924). Para 1924, se había logrado un progreso económico considerable y para 1926 el gobierno bolchevique había alcanzado niveles de producción económica iguales a los niveles de producción de Rusia en 1913.
Las políticas económicas bolcheviques iniciales de 1917 a 1918 fueron cautelosas, con nacionalizaciones limitadas de los medios de producción que habían sido propiedad privada de la aristocracia rusa durante la monarquía zarista. Lenin se comprometió inmediatamente a evitar antagonizar al campesinado haciendo esfuerzos para alejarlo de los socialistas revolucionarios, permitiendo una toma campesina de las propiedades de los nobles mientras no se promulgaran nacionalizaciones inmediatas en las propiedades de los campesinos. El Decreto sobre la Tierra (8 de noviembre de 1917) cumplió con la redistribución prometida por Lenin de la tierra cultivable de Rusia a los campesinos, quienes reclamaron sus tierras de cultivo a los aristócratas, asegurando la lealtad de los campesinos al partido bolchevique. Para superar las interrupciones económicas de la guerra civil, se adoptó la política del comunismo de guerra (1918-1921), un mercado regulado, medios de distribución controlados por el estado y nacionalización de granjas a gran escala, para solicitar y distribuir cereales para alimentar a los trabajadores industriales. en las ciudades mientras el Ejército Rojo luchaba contra el intento de restauración por parte del Ejército Blanco de la dinastía Románov como monarcas absolutos de Rusia. Además, las requisas forzosas de granos políticamente impopulares desalentaron a los campesinos de la agricultura y dieron como resultado cosechas reducidas y escasez de alimentos que provocaron huelgas laborales y disturbios por alimentos. En el evento, los pueblos rusos crearon una economía de trueque y mercado negro para contrarrestar la anulación de la economía monetaria por parte del gobierno bolchevique.
En 1921, la Nueva Política Económica restauró algunas empresas privadas para animar la economía rusa. Como parte del compromiso pragmático de Lenin con los intereses financieros externos en 1918, el capitalismo de Estado bolchevique devolvió temporalmente el 91 % de la industria a la propiedad privada o los fideicomisos. hasta que los rusos soviéticos aprendieron la tecnología y las técnicas necesarias para operar y administrar industrias. Es importante destacar que Lenin declaró que el desarrollo del socialismo no podría llevarse a cabo de la manera originalmente pensada por los marxistas. Un aspecto clave que afectó al régimen bolchevique fueron las condiciones económicas atrasadas en Rusia que se consideraron desfavorables para la teoría marxista ortodoxa de la revolución comunista. En ese momento, los marxistas ortodoxos afirmaban que Rusia estaba madura para el desarrollo del capitalismo, no todavía para el socialismo. Lenin defendió la necesidad del desarrollo de un gran cuerpo de intelectuales técnicos para ayudar al desarrollo industrial de Rusia y avanzar en las etapas de desarrollo económico marxista, ya que tenía muy pocos expertos técnicos en ese momento. En ese sentido, Lenin lo explicó de la siguiente manera: "Nuestra pobreza es tan grande que no podemos, de un plumazo, restaurar la producción socialista, estatal y de fábrica a gran escala." Añadió que el desarrollo del socialismo procedería de acuerdo con las condiciones materiales y socioeconómicas reales en Rusia y no como lo describió de manera abstracta Marx para la Europa industrializada en el siglo XIX. Para superar la falta de rusos educados que pudieran operar y administrar la industria, Lenin abogó por el desarrollo de una intelectualidad técnica (intelligentsia) que impulsaría el desarrollo industrial de Rusia hacia la autosuficiencia.

### El ascenso al poder de Stalin (1922-1928)

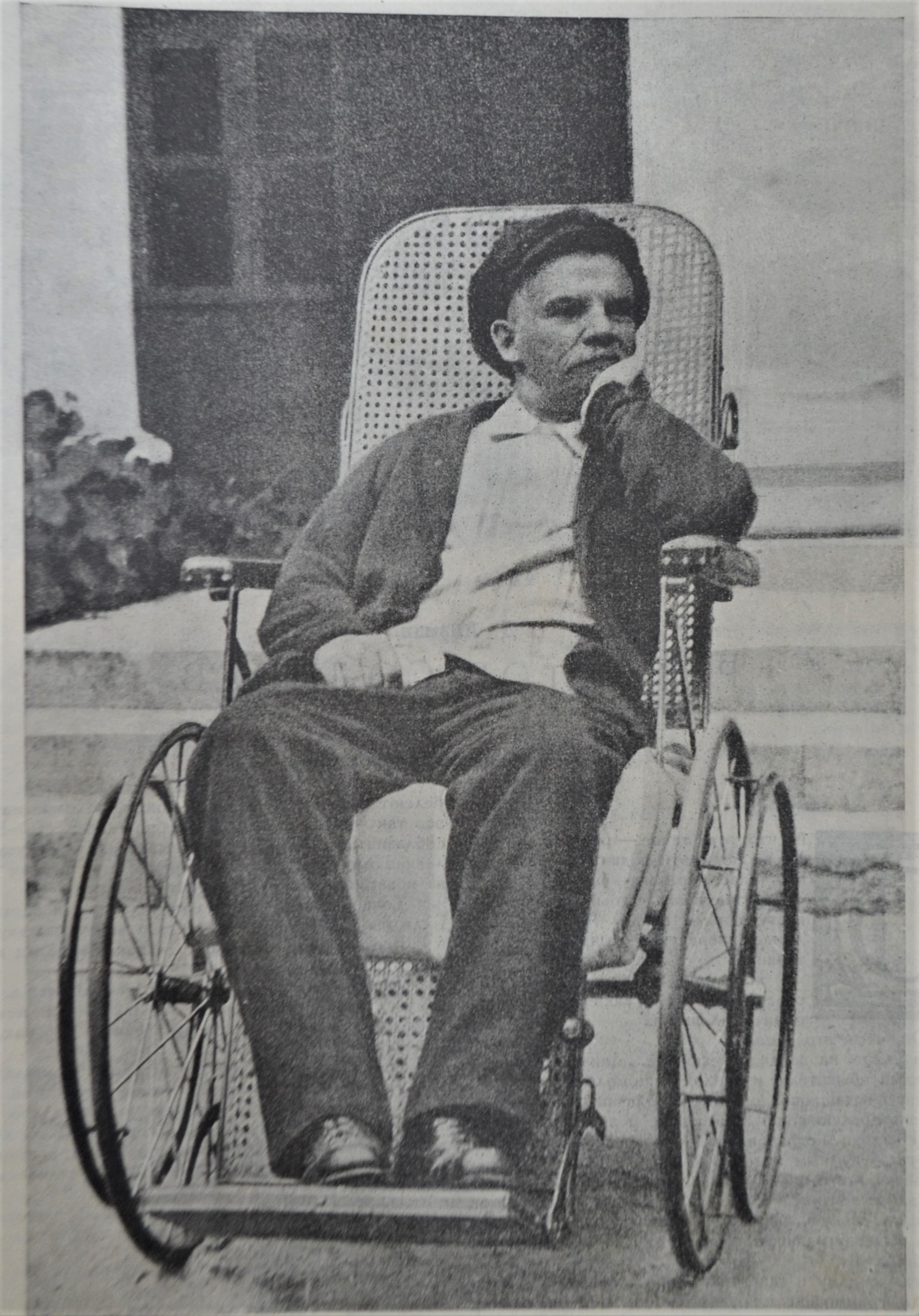
A su muerte el 21 de enero de 1924, el testamento político de Lenin ordenó la destitución de Stalin como secretario general debido a su personalidad abusiva.

Mientras se acercaba a la muerte después de sufrir un derrame cerebral, el Testamento de Lenin de diciembre de 1922 nombró a Trotski y Stalin como los hombres más capaces del Comité Central, pero los criticó duramente. Lenin dijo que Stalin debería dejar de ser el secretario general del partido y que debería ser reemplazado por "alguna otra persona que sea superior a Stalin sólo en un aspecto, a saber, en ser más tolerante, más leal, más educada y más atenta a los camaradas." Tras su muerte el 21 de enero de 1924, el testamento político de Lenin fue leído en voz alta al Comité Central, que optó por ignorar la instrucción de destituir a Stalin como secretario general porque suficientes miembros creían que Stalin había sido rehabilitado políticamente en 1923.
Como consecuencia de disputas personalmente rencorosas sobre la praxis del leninismo, los veteranos de la Revolución de Octubre Lev Kámenev y Grigori Zinóviev dijeron que la verdadera amenaza a la integridad ideológica del partido era Trotski, quien era un líder político personalmente carismático, así como el oficial al mando del Ejército Rojo en la guerra civil rusa y compañero revolucionario de Lenin. Para frustrar la probable elección de Trotski para encabezar el partido, Stalin, Kámenev y Zinóviev formaron una troika que incluía a Stalin como secretario general, el centro de poder de facto en el partido y el país. La dirección del partido se decidió en enfrentamientos de política y personalidad entre la troika de Stalin y Trotski sobre qué política marxista seguir, ya fuera la política de revolución permanente de Trotski o la política de socialismo en un solo país de Stalin. La revolución permanente de Trotski abogó por una rápida industrialización, la eliminación de la agricultura privada y que la Unión Soviética promoviera la expansión de la revolución comunista en el extranjero. El socialismo de Stalin en un país hizo hincapié en la moderación y el desarrollo de relaciones positivas entre la Unión Soviética y otros países para aumentar el comercio y la inversión extranjera. Para aislar políticamente a Trotski y expulsarlo del partido, Stalin defendió convenientemente el socialismo en un país, una política a la que era indiferente. En 1925, el XIV Congreso del Partido Comunista de Toda la Unión (bolcheviques) eligió la política de Stalin, derrotando a Trotski como posible líder del partido y de la Unión Soviética.
En el período 1925-1927, Stalin disolvió la troika y repudió a los centristas Kámenev y Zinóviev por una alianza conveniente con los tres líderes más destacados de la llamada oposición de derecha, a saber, Alekséi Rýkov (primer ministro de Rusia, 1924-1929; primer ministro de la Unión Soviética, 1924-1930), Nikolái Bujarin (secretario general del Komintern, 1926-1929) y Mijaíl Tomski (líder del Consejo Central de Sindicatos de Toda la Unión). En 1927, el partido respaldó la política de socialismo de Stalin en un país como la política nacional de la Unión Soviética y expulsó al izquierdista Trotski y a los centristas Kámenev y Zinóviev del Politburó. En 1929, Stalin controlaba políticamente el partido y la Unión Soviética mediante el engaño y la perspicacia administrativa. En ese tiempo, el socialismo centralizado de Stalin en el régimen de un solo país había asociado negativamente el bolchevismo revolucionario de Lenin con el estalinismo, es decir, el gobierno por política de mando para realizar proyectos como la rápida industrialización de las ciudades y la colectivización de la agricultura. Tal estalinismo también subordinó los intereses (políticos, nacionales e ideológicos) de los partidos comunistas asiáticos y europeos a los intereses geopolíticos de la Unión Soviética..
En el período 1928-1932 del primer plan quinquenal, Stalin efectuó la deskulakización de las tierras agrícolas de la Unión Soviética, un despojo políticamente radical de la clase kulak de campesinos terratenientes del orden social zarista. Como viejos revolucionarios bolcheviques, Bujarin, Rýkov y Tomski recomendaron mejorar la deskulakización para disminuir el impacto social negativo en las relaciones entre los pueblos soviéticos y el partido, pero Stalin se ofendió y luego los acusó de desviaciones filosóficas no comunistas de Lenin y Marx. Esa acusación implícita de desviacionismo ideológico autorizó a Stalin a acusar a Bujarin, Rýkov y Tomski de conspirar contra el partido y la apariencia de impropiedad obligó a los viejos bolcheviques a renunciar al gobierno y al Politburó. Stalin luego completó su purga política del partido al exiliar a Trotski de la Unión Soviética en 1929. Posteriormente, la oposición política al régimen práctico del estalinismo fue denunciada como trotskismo (bolchevique-leninismo), descrito como una desviación del marxismo-leninismo, la ideología estatal de la Unión Soviética.
El desarrollo político de la Unión Soviética incluyó el desmantelamiento por parte de Stalin de los elementos restantes de la democracia del partido extendiendo su control sobre sus instituciones y eliminando a cualquier posible rival. Las filas del partido crecieron en número, y el partido modificó su organización para incluir más sindicatos y fábricas. El partido fue creciendo con la incorporación de miembros de los sindicatos y las fábricas, que Stalin controlaba al no haber otros viejos bolcheviques que contradijeran el marxismo-leninismo. A finales de la década de 1930, la Unión Soviética adoptó la Constitución de 1936 que puso fin a las preferencias de voto ponderado para los trabajadores, promulgó el sufragio universal para todos los hombres y mujeres mayores de 18 años y organizó los soviets (consejos de trabajadores) en dos legislaturas, a saber el Sóviet de la Unión (que representaba a los distritos electorales) y el Sóviet de las Nacionalidades (que representaba a los grupos étnicos del país). En 1939, con la excepción del propio Stalin, ninguno de los bolcheviques originales de la Revolución de Octubre de 1917 permanecía en el partido. El régimen esperaba una lealtad incondicional de todos los ciudadanos a Stalin.
Stalin ejerció un amplio control personal sobre el partido y desató un nivel de violencia sin precedentes para eliminar cualquier amenaza potencial a su régimen. Si bien Stalin ejercía un control importante sobre las iniciativas políticas, su implementación estaba bajo el control de las localidades, a menudo con los líderes locales interpretando las políticas de una manera que les sirviera mejor. Este abuso de poder por parte de los líderes locales exacerbó las violentas purgas y campañas de terror llevadas a cabo por Stalin contra miembros del partido considerados traidores. Con la Gran Purga (1936-1938), Stalin se deshizo de los enemigos internos del partido y libró a la Unión Soviética de cualquier persona contrarrevolucionaria y socialmente peligrosa que pudiera haber ofrecido una oposición política legítima al marxismo-leninismo.
Stalin permitió que la policía secreta NKVD (Comisariado del Pueblo para Asuntos Internos) se elevara por encima de la ley y que la GPU (Dirección Política del Estado) utilizara la violencia política para eliminar a cualquier persona que pudiera ser una amenaza, ya fuera real, potencial o imaginaria. Como administrador, Stalin gobernó la Unión Soviética controlando la formulación de la política nacional, pero delegó la implementación a los funcionarios subordinados. Tal libertad de acción permitió a los funcionarios comunistas locales mucha discreción para interpretar la intención de las órdenes de Moscú, pero esto permitió su corrupción. Para Stalin, la corrección de tales abusos de autoridad y corrupción económica eran responsabilidad de la NKVD. En el período 1937-1938, la NKVD arrestó a 1,5 millones de personas, purgadas de todos los estratos de la sociedad soviética y de todas las bases del partido, de las cuales 681 692 personas fueron asesinadas como enemigos del estado. Para proporcionar mano de obra (manual, intelectual y técnica) para realizar la construcción del socialismo en un país, la NKVD estableció el sistema Gulag de campos de trabajos forzados para criminales regulares y disidentes políticos, para artistas culturalmente insubordinados e intelectuales políticamente incorrectos y para personas homosexuales y religiosos anticomunistas.

### Socialismo en un solo país (1928-1945)
A partir de 1928, los planes quinquenales de Stalin para la economía nacional de la Unión Soviética lograron la rápida industrialización (carbón, hierro y acero, electricidad y petróleo, entre otros) y la colectivización de la agricultura. Logró el 23,6 % de colectivización en dos años (1930) y el 98,0 % de colectivización en trece años (1941). Como vanguardia revolucionaria, el partido comunista organizó la sociedad rusa para realizar programas de industrialización rápida como defensa contra la interferencia occidental con el socialismo en la Rusia bolchevique. Los planes quinquenales se prepararon en la década de 1920 mientras el gobierno bolchevique libraba la Guerra civil rusa internamente (1917-1922) y repelía la intervención externa aliada en la guerra civil rusa (1918-1925). La gran industrialización se inició principalmente con un enfoque en la industria pesada.

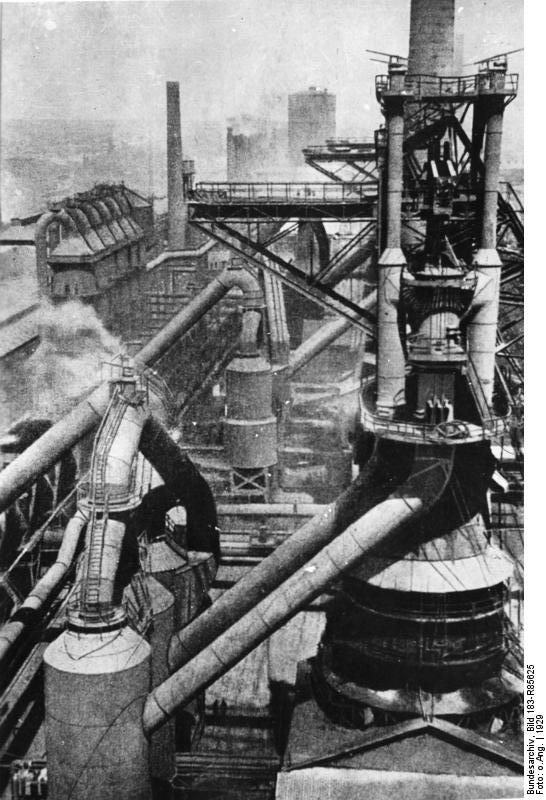
Una complejo metalúrgico de 1929 en Magnitogorsk demuestra la rápida industrialización de la Unión Soviética en las décadas de 1920 y 1930.

Durante la década de 1930, la rápida industrialización del país aceleró la transición sociológica del pueblo soviético de la pobreza a la abundancia relativa cuando los campesinos políticamente analfabetos pasaron de la servidumbre zarista a la autodeterminación y se convirtieron en ciudadanos urbanos políticamente conscientes. El régimen económico marxista-leninista modernizó a Rusia de la sociedad campesina analfabeta característica de la monarquía a la sociedad socialista alfabetizada de agricultores y trabajadores industriales educados. La industrialización condujo a una urbanización masiva en el país. El desempleo fue prácticamente eliminado en el país durante la década de 1930.
El desarrollo social de la Unión Soviética incluyó la renuncia al control social relajado y a la concesión a la experimentación bajo Lenin a la promoción de Stalin de una sociedad rígida y autoritaria basada en la disciplina, mezclando los valores tradicionales rusos con la interpretación de Stalin del marxismo. Se reprimió la religión organizada, especialmente los grupos religiosos minoritarios. La educación se transformó. Bajo Lenin, el sistema educativo permitió una disciplina relajada en las escuelas que se basaron en la teoría marxista, pero Stalin revirtió esto en 1934 con un enfoque conservador adoptado con la reintroducción del aprendizaje formal, el uso de exámenes y calificaciones, la afirmación de la autoridad total del maestro y la introducción de uniformes escolares. El arte y la cultura quedaron estrictamente regulados bajo los principios del realismo socialista y se permitió que continuaran las tradiciones rusas que Stalin admiraba.
La política exterior de la Unión Soviética de 1929 a 1941 sufrió cambios sustanciales. En 1933, la perspectiva geopolítica marxista-leninista sostenía que la Unión Soviética estaba rodeada de enemigos capitalistas y anticomunistas. Como resultado, la elección de Adolf Hitler y su gobierno del Partido Nazi en Alemania causó inicialmente que la Unión Soviética rompiera las relaciones diplomáticas que se habían establecido en la década de 1920. En 1938, Stalin hizo concesiones a los nazis y al Occidente anticomunista al no defender Checoslovaquia, permitiendo que la amenaza de Hitler de una guerra preventiva por los Sudetes anexara la tierra y «rescatara a los pueblos alemanes oprimidos» que vivían en Checoslovaquia.
Para desafiar la apuesta de la Alemania nazi por el imperio y la hegemonía europeos, Stalin promovió organizaciones de frente antifascistas para alentar a los socialistas y demócratas europeos a unirse a los comunistas soviéticos para luchar en toda la Europa ocupada por los nazis, creando acuerdos con Francia para desafiar a Alemania. Después de firmar Alemania y Gran Bretaña el Acuerdo de Múnich (29 de septiembre de 1938) que permitió la ocupación alemana de Checoslovaquia (1938-1945), Stalin adoptó políticas proalemanas para los tratos de la Unión Soviética con la Alemania nazi. En 1939, la Unión Soviética y la Alemania nazi acordaron el Tratado de no agresión entre Alemania y la Unión de Repúblicas Socialistas Soviéticas (Pacto Molotov-Ribbentrop, 23 de agosto de 1939) e invadir y dividir conjuntamente Polonia, mediante el cual la Alemania nazi comenzó la Segunda Guerra Mundial (1 de septiembre de 1939).
En el período 1941-1942 de la Gran Guerra Patria, la invasión alemana de la Unión Soviética (Operación Barbarroja, 22 de junio de 1941) fue rechazada de manera ineficaz por el Ejército Rojo, que estaba mal dirigido, mal entrenado y mal equipado, y como resultado luchó mal y sufrió grandes pérdidas de soldados (muertos, heridos y capturados). La debilidad del Ejército Rojo fue en parte consecuencia de la Gran Purga (1936-1938) de oficiales superiores y soldados de carrera a quienes Stalin consideraba políticamente poco fiables. Estratégicamente, el ataque extenso y efectivo de la Wehrmacht amenazó la integridad territorial de la Unión Soviética y la integridad política del modelo de Stalin de un estado marxista-leninista, cuando los nazis fueron recibidos inicialmente como liberadores por las poblaciones anticomunistas y nacionalistas en las Repúblicas Socialistas Soviéticas de Bielorrusia, Georgia y Ucrania.
El colaboracionismo de los nacionalistas antisoviéticos con los nazis duró hasta que la Schutzstaffel y las Einsatzgruppen comenzaron sus asesinatos en el Lebensraum de las poblaciones judías, los comunistas locales, los líderes civiles y comunitarios: el holocausto pretendía realizar la colonización alemana nazi de la Rusia bolchevique. En respuesta, Stalin ordenó al Ejército Rojo que librara una guerra total contra los invasores germánicos que exterminarían a la Rusia eslava. El ataque de Hitler contra la Unión Soviética realineó las prioridades políticas de Stalin, desde la represión de los enemigos internos hasta la defensa existencial contra el ataque externo. Luego Stalin hizo que la Unión Soviética formara parte de los aliados, un frente común contra las potencias del Eje (Alemania nazi, Italia fascista y Japón imperial).

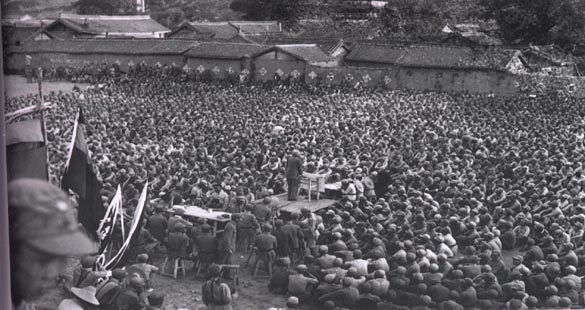
Un líder de cuadro del Partido Comunista de China se dirige a los sobrevivientes de la Larga Marcha de 1934-1935

En los países de Europa continental ocupados por las potencias del Eje, el partido comunista local lideraba generalmente la resistencia armada (guerra de guerrillas y guerra de guerrillas urbana) contra la ocupación militar fascista. En la Europa mediterránea, los partisanos comunistas yugoslavos liderados por Josip Broz Tito resistieron eficazmente la ocupación nazi alemana y fascista italiana. En el período 1943-1944, los partisanos yugoslavos liberaron territorios con la ayuda del Ejército Rojo y establecieron la autoridad política comunista que se convirtió en la República Federativa Socialista de Yugoslavia. Para poner fin a la ocupación imperial japonesa de China en Asia continental, Stalin ordenó a Mao Zedong y al Partido Comunista de China que detuvieran temporalmente la guerra civil china (1927-1949) contra Chiang Kai-shek y el Kuomintang anticomunista como parte del Segundo Frente Unido en la segunda guerra sino-japonesa (1937-1945).
En 1943, el Ejército Rojo comenzó a repeler la invasión nazi de la Unión Soviética, especialmente en la Batalla de Stalingrado (23 de agosto de 1942 - 2 de febrero de 1943) y en la Batalla de Kursk (5 de julio - 23 de agosto de 1943). El Ejército Rojo luego repelió a los ejércitos de ocupación nazi y fascista de Europa del Este hasta que el Ejército Rojo derrotó decisivamente a la Alemania nazi en la Operación Ofensiva Estratégica de Berlín (16 de abril-2 de mayo de 1945). Al concluir la Gran Guerra Patria (1941-1945), la Unión Soviética era una superpotencia militar con voz en la determinación del orden geopolítico del mundo. Aparte de la política fallida del Tercer Período a principios de la década de 1930, los marxistas-leninistas desempeñaron un papel importante en los movimientos de resistencia antifascista, y la Unión Soviética contribuyó a la victoria aliada en la Segunda Guerra Mundial. De acuerdo con el Acuerdo de Yalta de las tres potencias (4-11 de febrero de 1945), la Unión Soviética purgó a los colaboradores fascistas nativos de los países de Europa del Este ocupados por las potencias del Eje e instaló gobiernos marxistas-leninistas nativos.

### Guerra Fría, desestalinización y maoísmo (1945-1980)

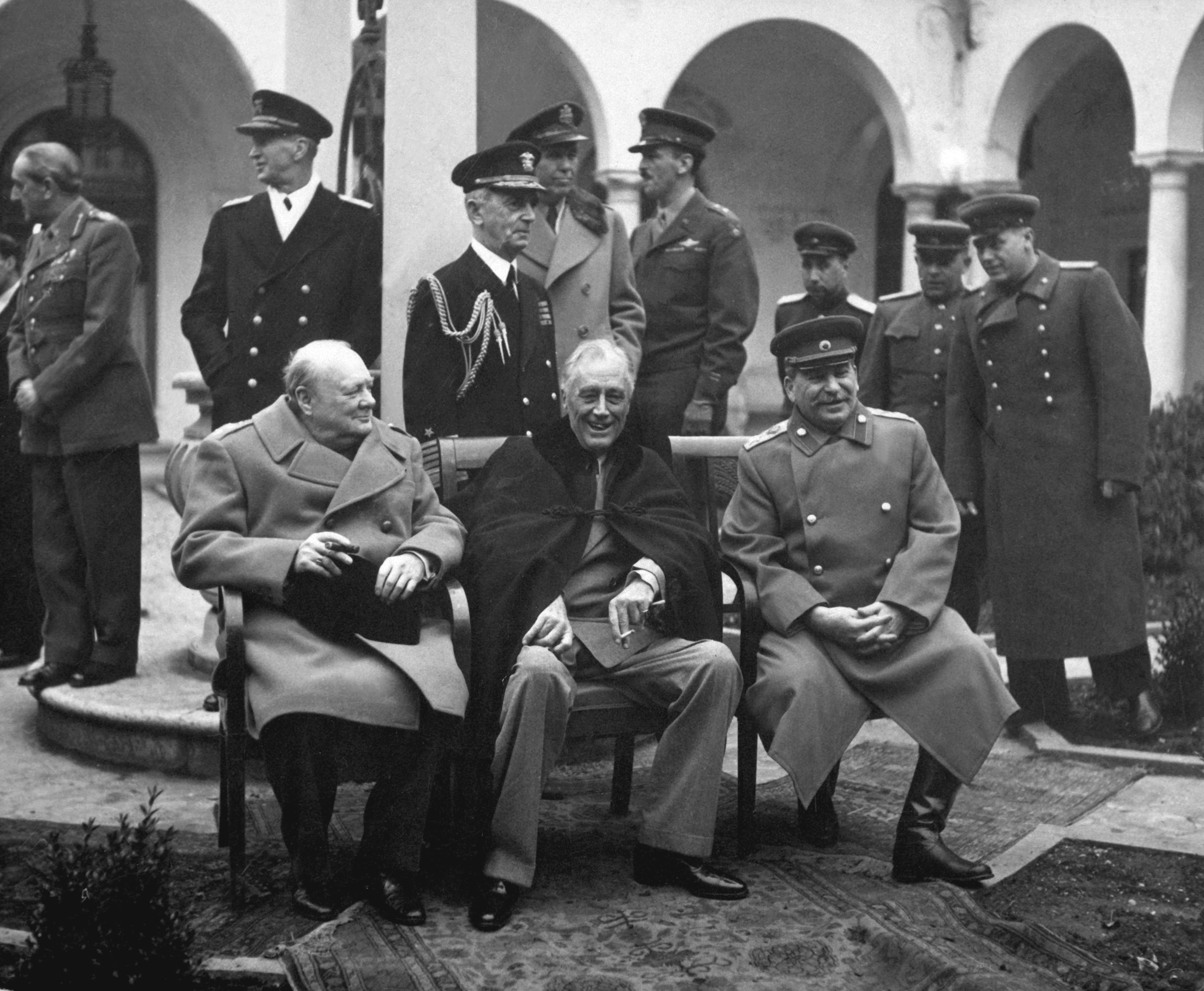
Winston Churchill, Franklin D. Roosevelt y Stalin establecieron el orden mundial de posguerra con esferas de influencia geopolítica bajo su hegemonía en la Conferencia de Yalta.

Tras la victoria aliada que concluyó la Segunda Guerra Mundial (1939-1945), los miembros de la Gran Alianza reanudaron sus rivalidades geopolíticas y tensiones ideológicas antes de la guerra, oportunamente reprimidas, cuya desunión rompió su alianza antifascista en tiempos de guerra a través del concepto de totalitarismo en la lucha contra el bloque occidental anticomunista y el bloque oriental marxista-leninista. La renovada competencia por la hegemonía geopolítica resultó en la Guerra Fría (1945-1991), un estado prolongado de tensión (militar y diplomática) entre los Estados Unidos y la Unión Soviética que a menudo amenazaba con una guerra nuclear soviético-estadounidense, pero generalmente presentaba guerras por poderes en el Tercer Mundo. Con el fin de la Gran Alianza y el comienzo de la Guerra Fría, el antifascismo se convirtió en parte tanto de la ideología oficial como del lenguaje de los estados marxista-leninistas, especialmente en Alemania Oriental. Los marxistas leninistas convirtieron el término «fascista» en un epíteto para descalificar a sus oponentes, incluidos los socialistas democráticos, los socialistas libertarios, los socialdemócratas y otros izquierdistas antiestalinistas; y utilizaron el término «antifascismo» para significar una lucha anticapitalista contra el mundo occidental y la OTAN.
Los eventos que precipitaron la Guerra Fría en Europa fueron las intervenciones militares soviéticas y yugoslavas, búlgaras y albanesas a la guerra civil griega (1944-1949) en nombre del Partido Comunista de Grecia; y el bloqueo de Berlín (1948-1949) por parte de la Unión Soviética. El evento que precipitó la Guerra Fría en Asia continental fue la reanudación de la guerra civil china (1927-1949) librada entre el anticomunista Kuomintang y el Partido Comunista de China. Después de la derrota militar, se retiraron el generalísimo Chiang Kai-shek y su gobierno nacionalista del Kuomintang a la isla de Formosa (Taiwán), Mao Zedong estableció la República Popular China el 1 de octubre de 1949.

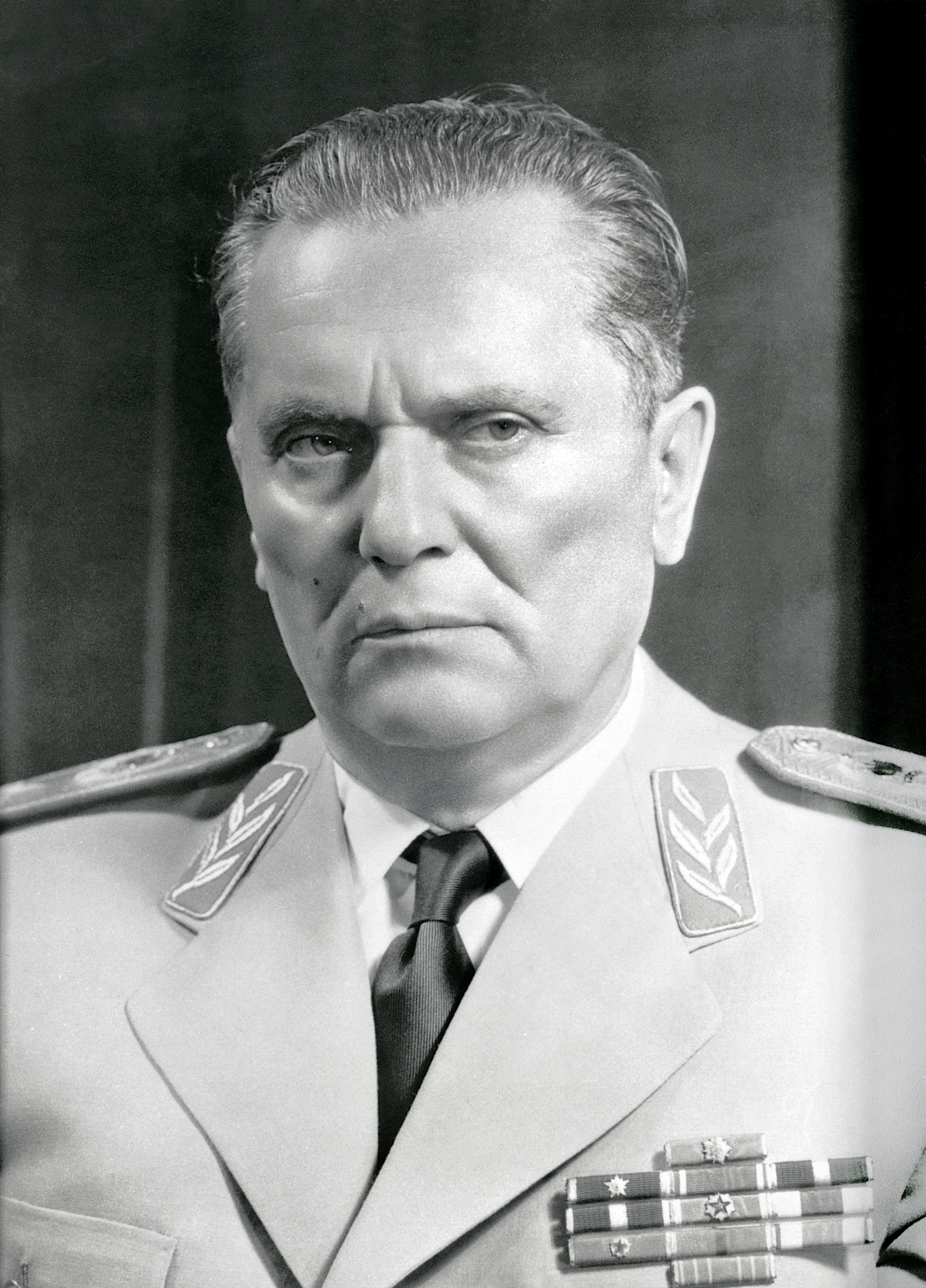
El rechazo de Josip Broz Tito en 1948 de la hegemonía soviética sobre la República Federativa Socialista de Yugoslavia provocó que Stalin expulsara al líder yugoslavo y a Yugoslavia del Bloque del Este.

A finales de la década de 1940, la geopolítica de los países del bloque del Este bajo el predominio soviético presentaba un estilo oficial y personal de diplomacia socialista que falló a Stalin y Tito cuando Tito se negó a subordinar Yugoslavia a la Unión Soviética. En 1948, las circunstancias y la personalidad cultural agravaron el asunto en la ruptura yugoslavo-soviética (1948-1955) que resultó del rechazo de Tito a la demanda de Stalin de subordinar la República Federal Socialista de Yugoslavia a la agenda geopolítica (económica y militar) de la Unión Soviética, es decir, Tito a disposición de Stalin. Stalin castigó la negativa de Tito denunciándolo como un revisionista ideológico del marxismo-leninismo; denunciando la práctica del titoísmo yugoslavo como socialismo desviado de la causa del comunismo mundial; y expulsando al Partido Comunista de Yugoslavia de la Oficina de Información de los Partidos Comunistas y Obreros (Cominform). La ruptura con el Bloque del Este permitió el desarrollo de un socialismo con características yugoslavas que permitió hacer negocios con el Occidente capitalista para desarrollar la economía socialista y el establecimiento de relaciones diplomáticas y comerciales de Yugoslavia con países del Bloque del Este y del Bloque Occidental. Las relaciones internacionales de Yugoslavia maduraron hasta convertirse en el Movimiento de Países No Alineados (1961) de países sin lealtad política a ningún bloque de poder.
A la muerte de Stalin en 1953, Nikita Jrushchov se convirtió en líder de la Unión Soviética y del Partido Comunista de la Unión Soviética y luego consolidó un gobierno antiestalinista. En una reunión secreta en el XX Congreso del Partido Comunista de la Unión Soviética, Jrushchov denunció a Stalin y al estalinismo en el discurso Acerca del culto a la personalidad y sus consecuencias (25 de febrero de 1956) en el que especificó y condenó los excesos dictatoriales y los abusos de Stalin de poder como la Gran Purga (1936-1938) y el culto a la personalidad. Jrushchov introdujo la desestalinización del partido y de la Unión Soviética al desmantelar el sistema Gulag de campos de trabajos forzados y liberar a los prisioneros, además de permitir a la sociedad civil soviética una mayor libertad de expresión política, especialmente para los intelectuales públicos de la intelligentsia como el novelista Aleksandr Solzhenitsyn, cuya literatura criticaba indirectamente a Stalin y al estado policial estalinista. La desestalinización también puso fin a la política estalinista del socialismo en un solo país, que fue reemplazada por el internacionalismo proletario, mediante el cual Jrushchov volvió a comprometer a la Unión Soviética con la revolución permanente para realizar el comunismo mundial. En esa línea geopolítica, Jrushchov presentó la desestalinización como la restauración del leninismo como ideología estatal de la Unión Soviética.

La Revolución Comunista China (1946-1949) concluyó cuando Mao Zedong declaró el establecimiento de la República Popular China el 1 de octubre de 1949

En la década de 1950, la desestalinización de la Unión Soviética fue una mala noticia ideológica para la República Popular China porque las interpretaciones y aplicaciones soviéticas y rusas del leninismo y el marxismo ortodoxo contradecían el marxismo-leninismo sinificado de Mao Zedong, sus adaptaciones chinas de la interpretación estalinista y praxis para establecer el socialismo en China. Para darse cuenta de ese salto de fe marxista en el desarrollo del socialismo chino, el Partido Comunista de China desarrolló el maoísmo como la ideología oficial del estado. Como el desarrollo específicamente chino del marxismo-leninismo, el maoísmo iluminó las diferencias culturales entre las interpretaciones y las aplicaciones prácticas europeo-ruso y asiático-chino del marxismo-leninismo en cada país. Las diferencias políticas provocaron entonces tensiones geopolíticas, ideológicas y nacionalistas, derivadas de las diferentes etapas de desarrollo, entre la sociedad urbana de la Unión Soviética industrializada y la sociedad agrícola de la China preindustrial. Los argumentos teoría versus praxis se convirtieron en disputas teóricas sobre el revisionismo marxista-leninista y provocaron la ruptura sino-soviética (1956-1966) y los dos países rompieron sus relaciones internacionales (diplomáticas, políticas, culturales y económicas).
En Asia Oriental, la Guerra Fría produjo la guerra de Corea (1950-1953), la primera guerra subsidiaria entre los bloques occidental y oriental, resultado de un origen dual, a saber, la reanudación de la guerra civil coreana por parte de los nacionalistas coreanos en la posguerra y la guerra imperial por la hegemonía regional patrocinada por Estados Unidos y la Unión Soviética. La respuesta internacional a la invasión norcoreana de Corea del Sur fue realizada por el Consejo de Seguridad de las Naciones Unidas, quien votó a favor de la guerra a pesar de la ausencia de la Unión Soviética y autorizó una expedición militar internacional para intervenir, expulsar a los invasores del norte del sur de Corea y restaurar el statu quo geopolítico ante de la división soviética y estadounidense de Corea en el paralelo 38 de latitud global. Como consecuencia de la intervención militar china en nombre de Corea del Norte, la magnitud de la guerra de infantería alcanzó un punto muerto operativo y geográfico (julio de 1951 a julio de 1953). Posteriormente, la guerra de disparos terminó con el Acuerdo de Armisticio de Corea (27 de julio de 1953); y la guerra fría en Asia luego se reanudó como la zona desmilitarizada de Corea.

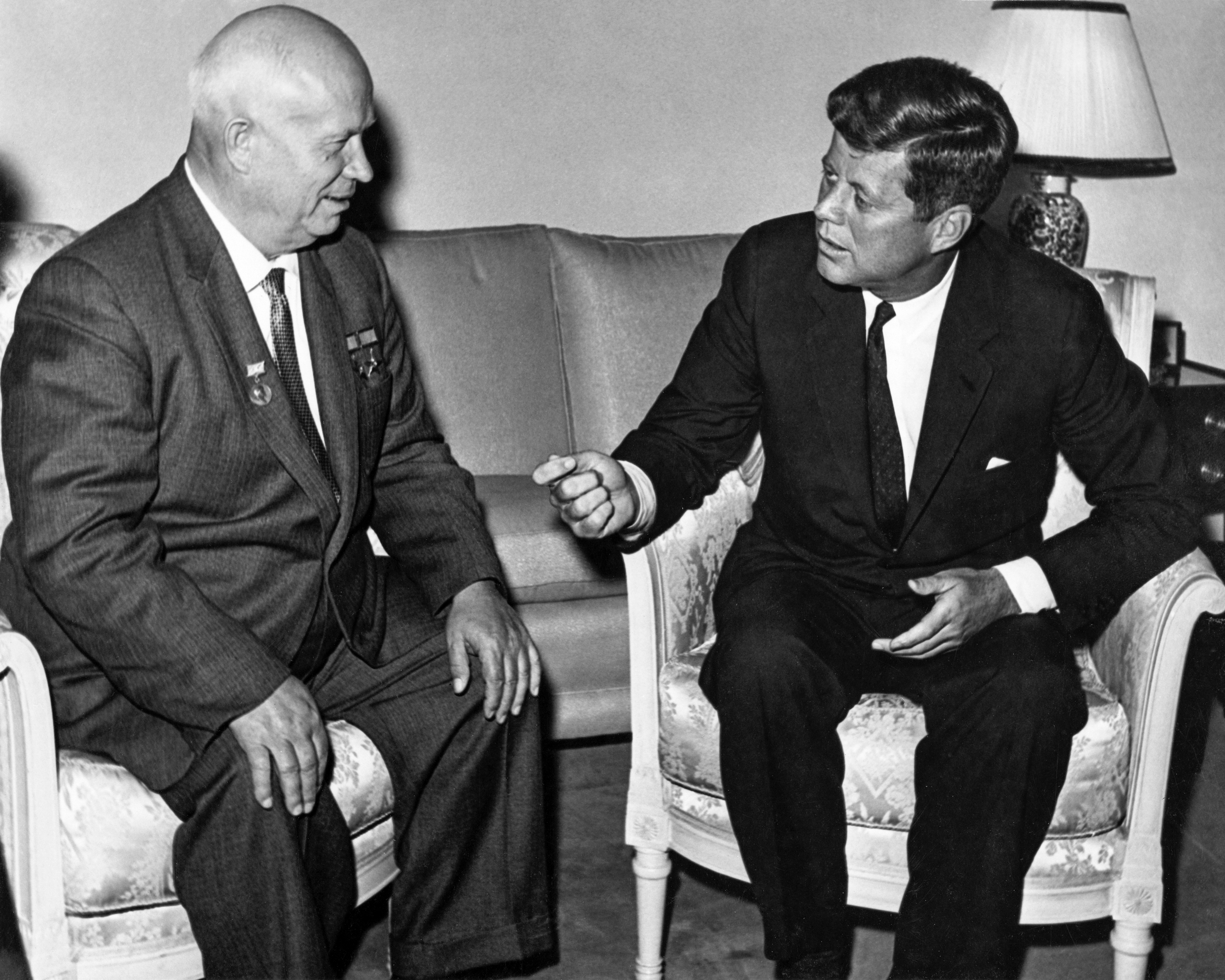
La ruptura sino-soviética facilitó el acercamiento ruso y chino con los Estados Unidos y expandió la geopolítica Este-Oeste en una guerra fría tripolar que permitió al primer ministro Nikita Jrushchov reunirse con el presidente John F. Kennedy en junio de 1961.

Como consecuencia de la división sino-soviética, China estableció con pragmatismo una política de distensión con Estados Unidos en un esfuerzo por desafiar públicamente a la Unión Soviética por el liderazgo del movimiento marxista-leninista internacional. El pragmatismo de Mao Zedong permitió el acercamiento geopolítico y facilitó la visita del presidente Richard Nixon a China en 1972, que posteriormente puso fin a la política de existencia de las Dos Chinas cuando Estados Unidos patrocinó a la República Popular China para reemplazar a la República de China (Taiwán) como representante del pueblo chino ante las Naciones Unidas. A su debido tiempo del acercamiento sino-estadounidense, China también asumió la membresía en el Consejo de Seguridad de las Naciones Unidas. En el período posterior a Mao de la distensión sino-estadounidense, el gobierno de Deng Xiaoping (1982-1987) llevó a cabo unas políticas de liberalización económica que permitieron un crecimiento continuo de la economía china. La justificación ideológica es el socialismo con características chinas, la adaptación china del marxismo-leninismo.

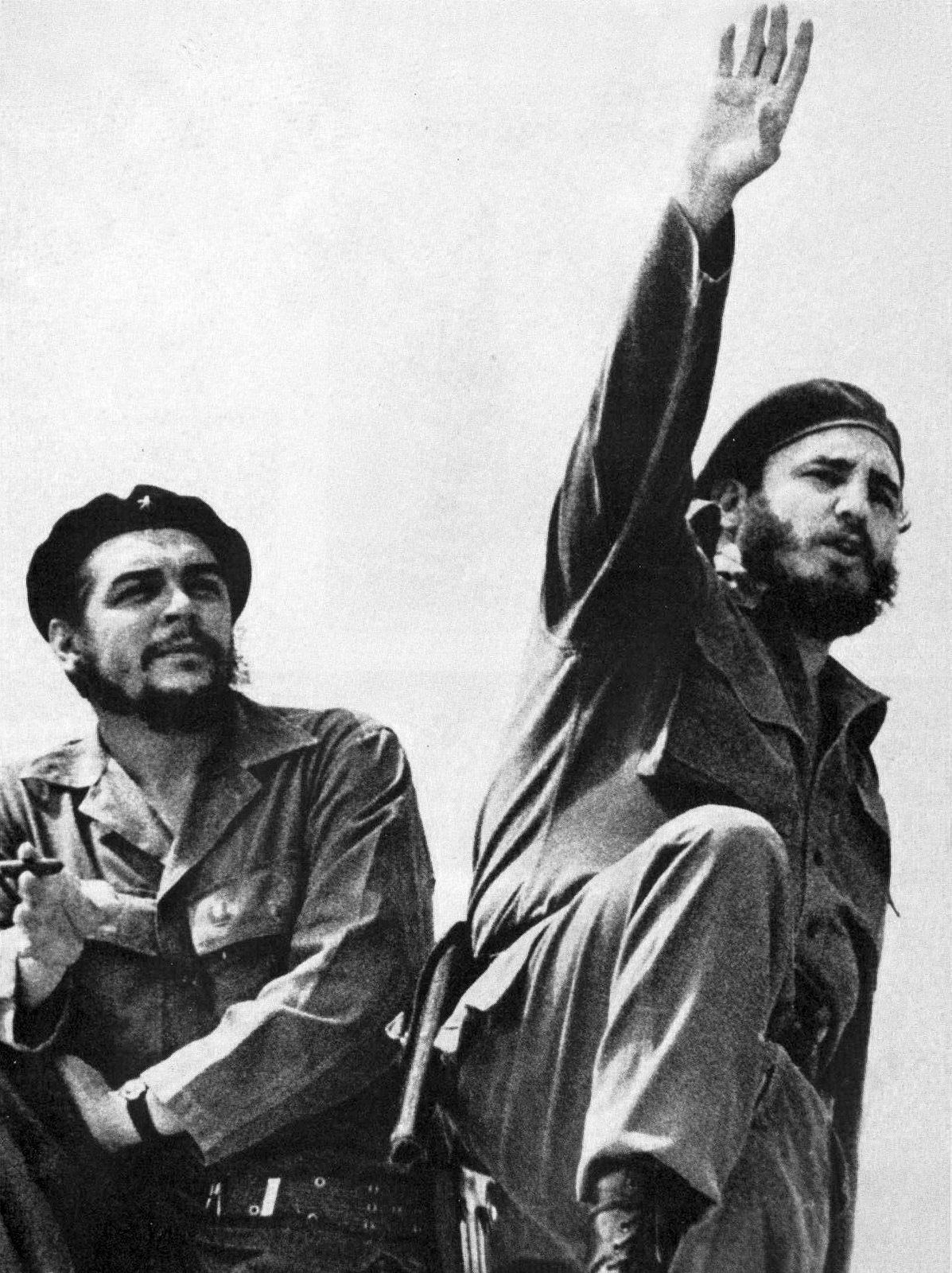
Che Guevara y Fidel Castro (líder de la República de Cuba desde 1959 hasta 2008) llevaron a la Revolución Cubana a la victoria en 1959

En este período, se produjeron revoluciones comunistas en varios países del continente americano, tales como Bolivia, Cuba, El Salvador, Granada, Nicaragua, Perú y Uruguay. La revolución cubana (1953-1959) dirigida por Fidel Castro y el Che Guevara depuso la dictadura militar (1952-1959) de Fulgencio Batista y estableció la República de Cuba, un estado formalmente reconocido por la Unión Soviética. En respuesta, Estados Unidos lanzó un golpe de Estado contra el gobierno de Castro en 1961. Sin embargo, la infructuosa invasión de bahía de Cochinos de la CIA (17 de abril de 1961) por parte de exiliados cubanos anticomunistas impulsó a la República de Cuba a ponerse del lado de la Unión Soviética en la geopolítica de la Guerra Fría bipolar. La crisis de los misiles de Cuba (22-28 de octubre de 1962) se produjo cuando Estados Unidos se opuso a que la Unión Soviética dotara a Cuba de misiles nucleares. Después de una confrontación estancada, Estados Unidos y la Unión Soviética resolvieron conjuntamente la crisis de los misiles nucleares retirando respectivamente los misiles estadounidenses de Turquía e Italia y los misiles soviéticos de Cuba.
Tanto Bolivia, Canadá y Uruguay enfrentaron revoluciones marxistas-leninistas en las décadas de 1960 y 1970. En Bolivia, esto incluyó al Che Guevara como líder hasta que las fuerzas gubernamentales lo mataron allí. En 1970, se produjo en Canadá la crisis de octubre (5 de octubre - 28 de diciembre de 1970), una breve revolución en la provincia de Quebec en la que el marxista-leninista y separatista Frente de Liberación de Quebec (FLQ) secuestró a James Cross, el Comisionado de Comercio Británico en Canadá; y asesinó a Pierre Laporte, el ministro del gobierno de Quebec. El manifiesto político del FLQ condenó el imperialismo anglo-canadiense en el Quebec francés y reclamó un Quebec socialista e independiente. La dura respuesta del gobierno canadiense supuso la suspensión de las libertades civiles en Quebec y obligó a los líderes del FLQ a huir a Cuba. Uruguay enfrentó la revolución marxista-leninista del movimiento Tupamaros desde la década de 1960 hasta la de 1970.

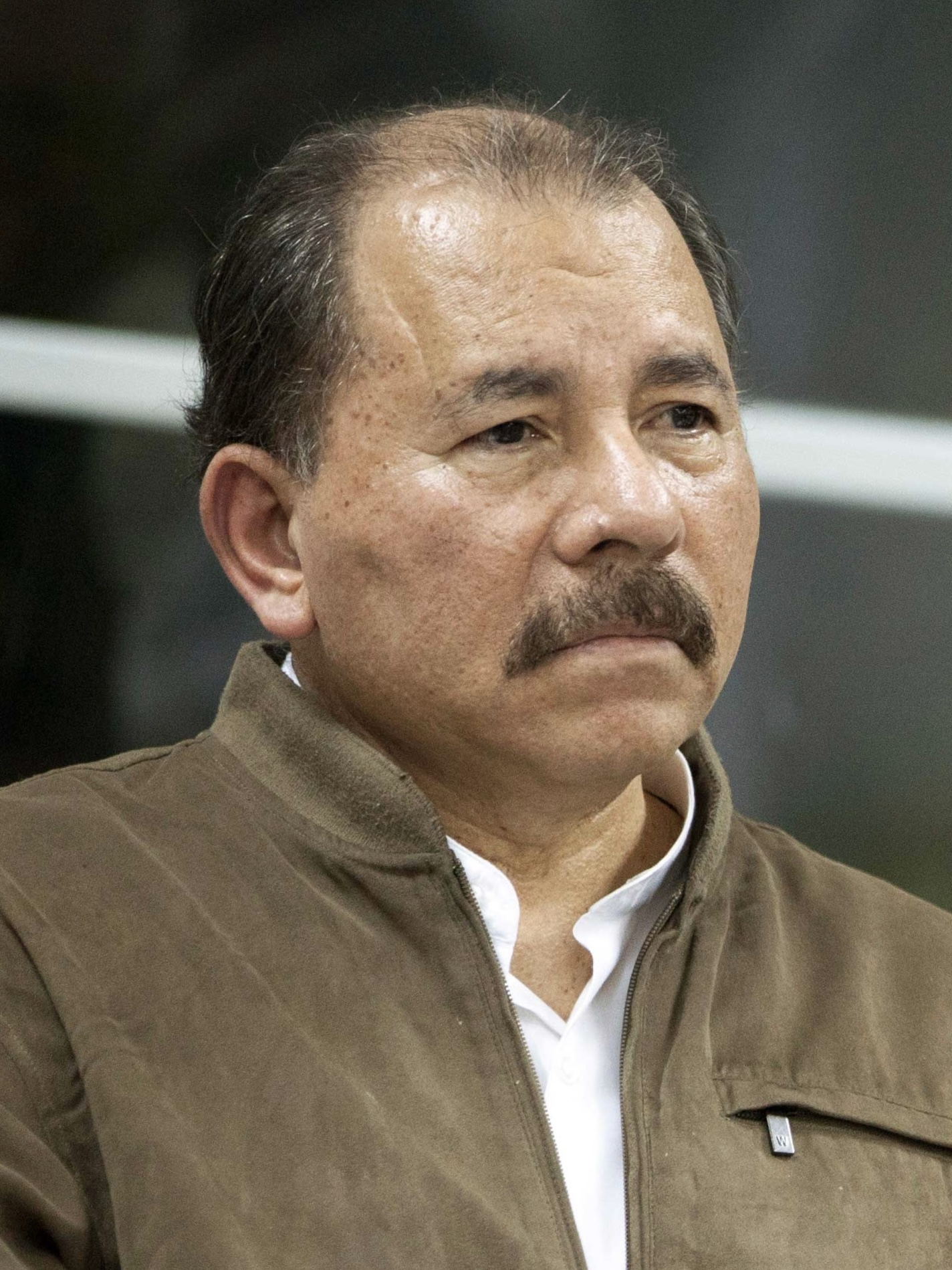
Daniel Ortega llevó al Frente Sandinista de Liberación Nacional a la victoria en la Revolución de Nicaragua en 1990

En 1979, el Frente Sandinista de Liberación Nacional (FSLN) dirigido por Daniel Ortega ganó la Revolución Nicaragüense (1961-1990) contra el gobierno de Anastasio Somoza Debayle (1 de diciembre de 1974 - 17 de julio de 1979) para establecer una Nicaragua socialista. En cuestión de meses, el gobierno de Ronald Reagan patrocinó a los contrarrevolucionarios en la guerra secreta de los Contra (1979-1990) contra el gobierno sandinista. En 1989, la Guerra de la Contra concluyó con la firma del Acuerdo de Tela en el puerto de Tela, Honduras. El Acuerdo de Tela requirió la posterior desmovilización voluntaria de los ejércitos guerrilleros de la Contra y del FSLN. En 1990, una segunda elección nacional instaló en el gobierno a una mayoría de partidos políticos no sandinistas, a quienes el FSLN entregó el poder político. Desde 2006, el FSLN ha regresado al gobierno, ganando todas las elecciones legislativas y presidenciales en el proceso (2006, 2011 y 2016).
La Guerra Civil salvadoreña (1979-1992) contó con el apoyo popular del Frente de Liberación Nacional Farabundo Martí, una organización de partidos de izquierda que luchaban contra el gobierno militar de derecha de El Salvador. En 1983, la invasión estadounidense de Granada (25-29 de octubre de 1983) frustró la asunción del poder por parte del gobierno electo del Movimiento Nueva Joya (1973-1983), un partido de vanguardia marxista-leninista dirigido por Maurice Bishop.

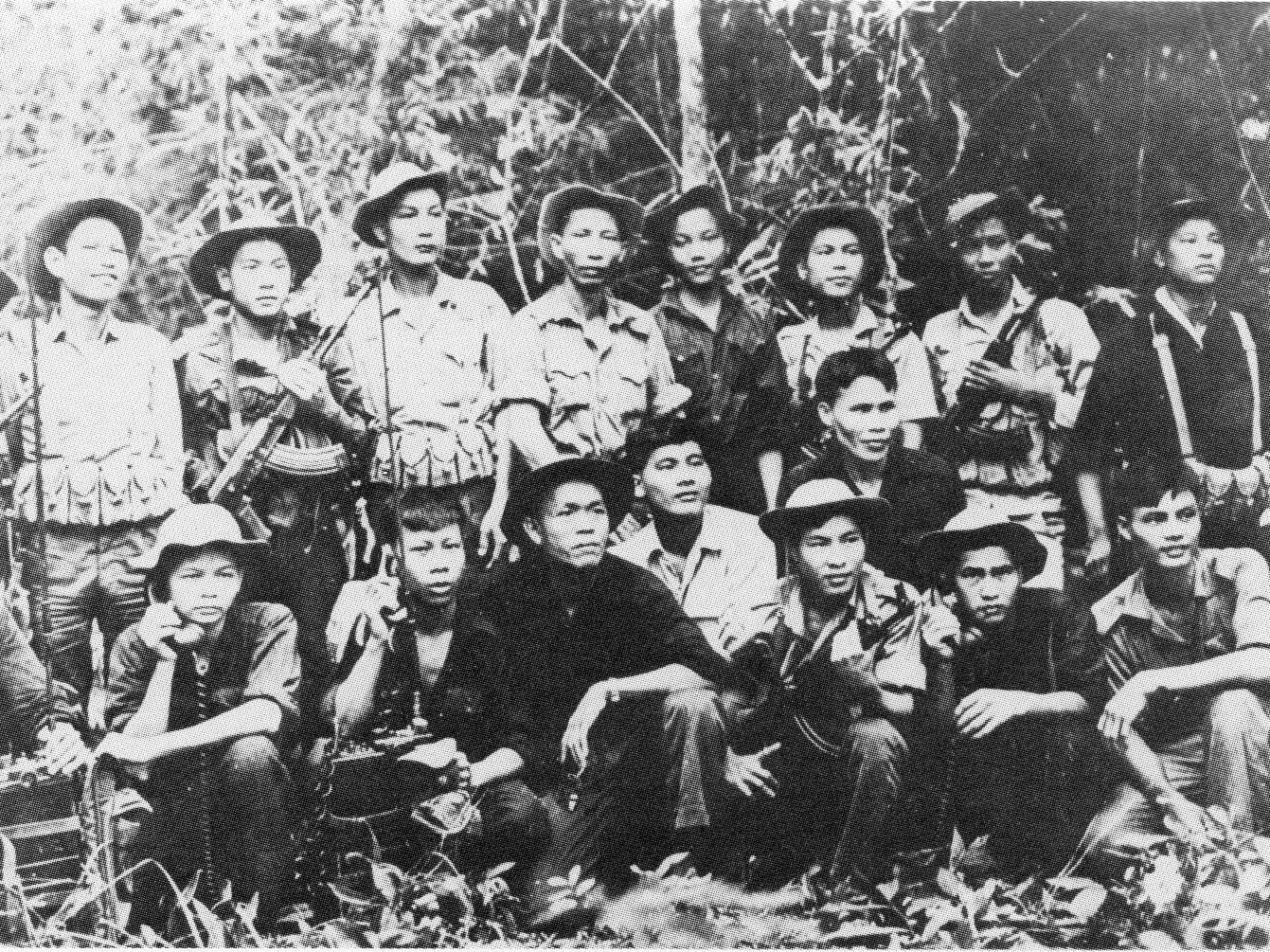
Guerrillas del Viet Cong durante la guerra de Vietnam

En Asia, la guerra de Vietnam (1945-1975) fue la segunda guerra Este-Oeste librada durante la Guerra Fría (1945-1991). En la primera guerra de Indochina (1946-1954), el Việt Minh dirigido por Ho Chi Minh derrotó el restablecimiento francés del colonialismo europeo en Vietnam. Para llenar el vacío de poder geopolítico causado por la derrota francesa en el sureste de Asia, Estados Unidos se convirtió en la potencia occidental que apoyaba al estado cliente República de Vietnam (1955-1975) encabezado por Ngo Dinh Diem. A pesar de poseer superioridad militar, Estados Unidos no pudo salvaguardar a Vietnam del Sur de la guerra de guerrillas del Viet Cong patrocinada por Vietnam del Norte. El 30 de enero de 1968, Vietnam del Norte lanzó la Ofensiva Tet (la Ofensiva General y Levantamiento de Tet Mau Than, 1968). Aunque fue un fracaso militar para la guerrilla y el ejército, fue una exitosa operación de guerra psicológica que hizo que la opinión pública internacional contra la intervención de Estados Unidos se volviera decisiva a la guerra civil vietnamita, con la retirada militar de Estados Unidos de Vietnam en 1973 y la posterior. y la consiguiente caída de Saigón ante el ejército de Vietnam del Norte el 30 de abril de 1975.
Con el fin de la guerra de Vietnam, se establecieron regímenes marxista-leninistas en los estados vecinos de Vietnam. Esto incluyó a Camboya y Laos. Como consecuencia de la guerra civil de Camboya (1968-1975), una coalición compuesta por el príncipe Norodom Sihanouk (1941-1955), los marxistas-leninistas camboyanos nativos y los maoístas Jemer Rouge (1951-1999), dirigida por Pol Pot, estableció la Kampuchea Democrática (1975–1982), un estado marxista-leninista que presentó la lucha de clases para reestructurar la sociedad de la vieja Camboya y que se efectuó y realizó con la abolición del dinero y la propiedad privada, la proscripción de la religión, el asesinato de la intelectualidad y el trabajo manual obligatorio para las clases medias a través del terrorismo de Estado de escuadrones de la muerte. Para eliminar la influencia cultural occidental, Kampuchea expulsó a todos los extranjeros y llevó a cabo la destrucción de la burguesía urbana de la antigua Camboya, primero desplazando a la población de la ciudad capital, Phnom Penh; y luego desplazando a la población nacional para trabajar en tierras agrícolas para aumentar el suministro de alimentos. Mientras tanto, los Jemeres Rojos purgaron a Kampuchea de enemigos internos (de clase social y políticos, culturales y étnicos) en los Killing Fields, cuyo alcance se convirtió en crímenes de lesa humanidad por la muerte de 2 700 000 personas por asesinatos masivos y genocidio. Esa reestructuración social de Camboya en Kampuchea incluyó ataques contra la minoría étnica vietnamita del país, lo que agravó las rivalidades étnicas históricas entre los pueblos vietnamita y jemer. A partir de septiembre de 1977, Kampuchea y la República Socialista de Vietnam participaron continuamente en enfrentamientos fronterizos. En 1978, Vietnam invadió Kampuchea y capturó Phnom Penh en enero de 1979, depuso al Maoísta Jemer Rouge del gobierno y estableció el Frente de Liberación de Camboya para la Renovación Nacional como el gobierno de Camboya.

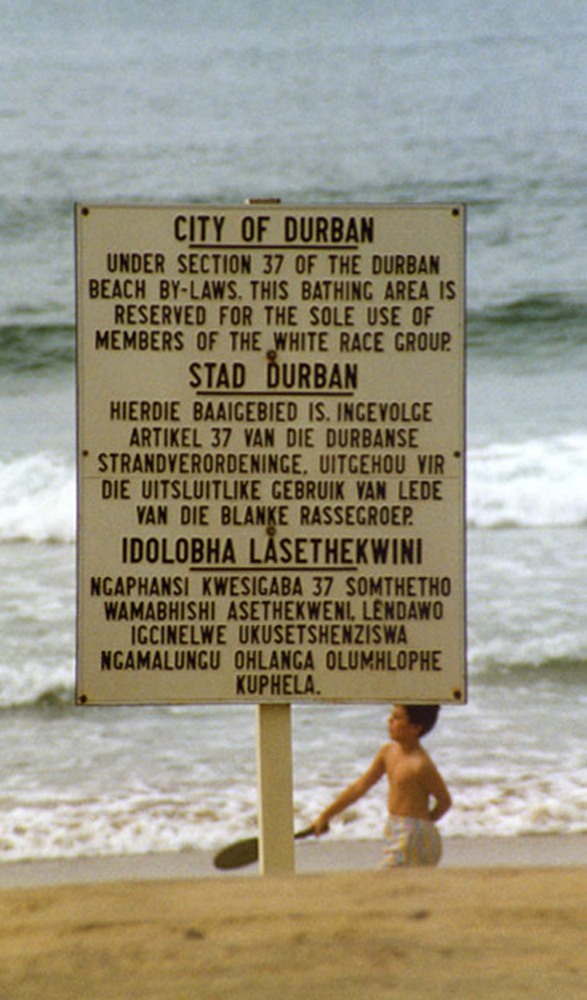
En el apartheid de Sudáfrica, un letrero trilingüe en inglés, afrikáans y zulú impone la segregación racista de una playa de Natal como exclusivamente «para el uso exclusivo de miembros del grupo de raza blanca». El Partido Nacionalista Afrikáner citó el anticomunismo como una razón para la opresión de las poblaciones negras y de color de Sudáfrica.

Un nuevo frente de revolución marxista-leninista estalló en África entre 1961 y 1979. Angola, Benín, Congo, Etiopía, Mozambique y Somalia se convirtieron en estados marxista-leninistas gobernados por sus respectivos pueblos nativos durante el período 1968-1980. Las guerrillas marxista-leninistas lucharon en la guerra colonial portuguesa (1961-1974) en tres países, a saber, Angola, Guinea-Bissau y Mozambique. En Etiopía, una revolución marxista-leninista depuso la monarquía del emperador Haile Selassie (1930-1974) y estableció el gobierno de Derg (1974-1987) del Gobierno Militar Provisional de la Etiopía Socialista. En Rhodesia (1965-1979), Robert Mugabe dirigió la Guerra de Liberación de Zimbabue (1964-1979) que depuso el gobierno de la minoría blanca y luego estableció la República de Zimbabue.
En el apartheid de Sudáfrica (1948-1994), el gobierno afrikáner del Partido Nacionalista provocó mucha tensión geopolítica entre los Estados Unidos y la Unión Soviética debido al violento control social de los afrikáneres y a la represión política de las poblaciones negras y de color de Sudáfrica. bajo la apariencia de anticomunismo y seguridad nacional. La Unión Soviética apoyó oficialmente el derrocamiento del apartheid, mientras que Occidente y Estados Unidos en particular mantuvieron la neutralidad oficial al respecto. En el período 1976-1977 de la Guerra Fría, Estados Unidos y otros países occidentales encontraron moralmente insostenible apoyar políticamente el apartheid en Sudáfrica, especialmente cuando el gobierno afrikáner mató a 176 personas (estudiantes y adultos) en la represión policial del levantamiento de Soweto (junio de 1976), una protesta política contra el imperialismo cultural afrikáner contra los pueblos no blancos de Sudáfrica, específicamente la imposición del idioma germánico del afrikáans como el idioma estándar para la educación que los sudafricanos negros debían hablar cuando se dirigían a los blancos y afrikáneres; y el asesinato policial de Steven Biko (septiembre de 1977), líder políticamente moderado de la resistencia interna al apartheid en Sudáfrica.
Bajo la presidencia de Jimmy Carter, Occidente se unió a la Unión Soviética y otros países para promulgar sanciones contra el comercio de armas y material apto para armas a Sudáfrica. Sin embargo, las acciones contundentes de Estados Unidos contra el apartheid de Sudáfrica se redujeron bajo el presidente Reagan, ya que la administración de Reagan temía el surgimiento de la revolución en Sudáfrica, como había sucedido en Zimbabue contra el gobierno de la minoría blanca. En 1979, la Unión Soviética intervino en Afganistán para establecer un estado marxista-leninista, aunque el acto fue visto como una invasión de Occidente que respondió a las acciones militares soviéticas boicoteando los Juegos Olímpicos de Moscú de 1980 y brindando apoyo clandestino a los muyahidines. incluido Osama bin Laden, como un medio para desafiar a la Unión Soviética. La guerra se convirtió en un equivalente soviético de la guerra de Vietnam para los Estados Unidos y permaneció en un punto muerto durante la década de 1980.

### Reforma y colapso soviético (1980-1992)

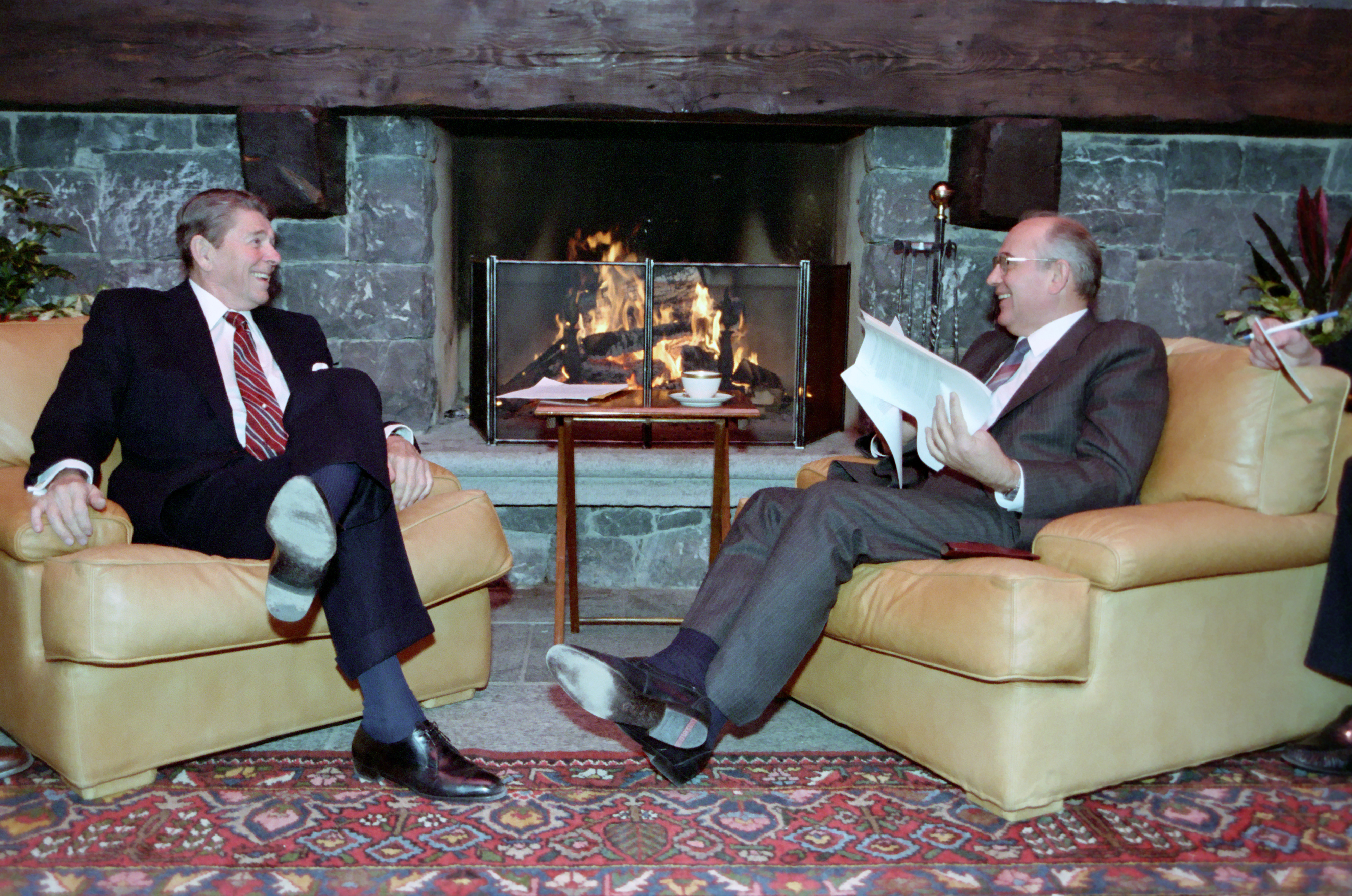
El secretario general soviético Mijaíl Gorbachov, quien trató de poner fin a la Guerra Fría entre el Pacto de Varsovia liderado por los soviéticos y la OTAN liderada por Estados Unidos y otros aliados occidentales, en una reunión con el presidente Ronald Reagan.

La resistencia social a las políticas de los regímenes marxista-leninistas en Europa del Este se aceleró con el surgimiento de Solidaridad, el primer sindicato no marxista-leninista en el Pacto de Varsovia que se formó en la República Popular de Polonia en 1980.
En 1985, Mijaíl Gorbachov llegó al poder en la Unión Soviética e inició políticas de reforma política radical que incluían la liberalización política, llamadas perestroika y glasnost. Las políticas de Gorbachov fueron diseñadas para desmantelar los elementos autoritarios del estado que fueron desarrollados por Stalin, con el objetivo de regresar a un supuesto estado leninista ideal que conservaba la estructura de partido único al tiempo que permitía la elección democrática de candidatos en competencia dentro del partido para cargos políticos. Gorbachov también apuntó a buscar la distensión con Occidente y poner fin a la Guerra Fría que ya no era económicamente sostenible para ser perseguida por la Unión Soviética. La Unión Soviética y los Estados Unidos bajo el presidente George H. W. Bush se unieron para presionar por el desmantelamiento del apartheid y supervisaron el desmantelamiento del dominio colonial sudafricano sobre Namibia.

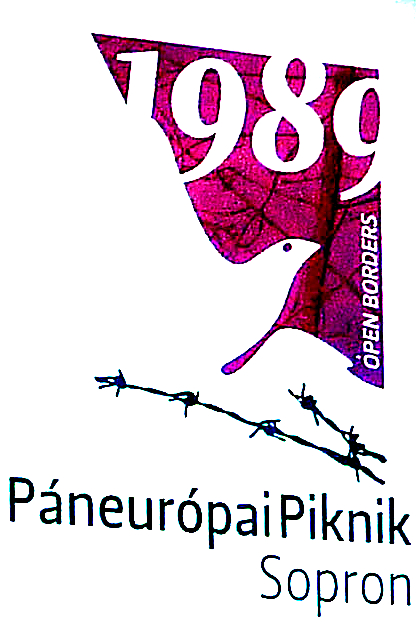
Pícnic Paneuropeo

Mientras tanto, los estados marxista-leninistas de Europa Central y del Este se deterioraron políticamente en respuesta al éxito del movimiento de Solidaridad Polaco y la posibilidad de una liberalización política al estilo de Gorbachov. En 1989, comenzaron las revueltas en Europa central y oriental y China contra los regímenes marxista-leninistas. En China, el gobierno se negó a negociar con los manifestantes estudiantiles, lo que resultó en la masacre de la Plaza Tiananmen de 1989 que detuvo las revueltas por la fuerza. El pícnic paneuropeo, que se basó en una idea de Otto von Habsburg para poner a prueba la reacción de la Unión Soviética, desencadenó una reacción pacífica en cadena en agosto de 1989, al final de la cual ya no había Alemania del Este ni el Telón de Acero. y el Bloque del Este marxista-leninista se había derrumbado. Por un lado, como resultado del pícnic paneuropeo, los gobernantes marxista-leninistas del Bloque del Este no actuaron de manera decisiva, pero aparecieron grietas entre ellos y, por otro lado, la población de Europa Central y del Este informada por los medios ahora notó una pérdida constante de poder en sus gobiernos.

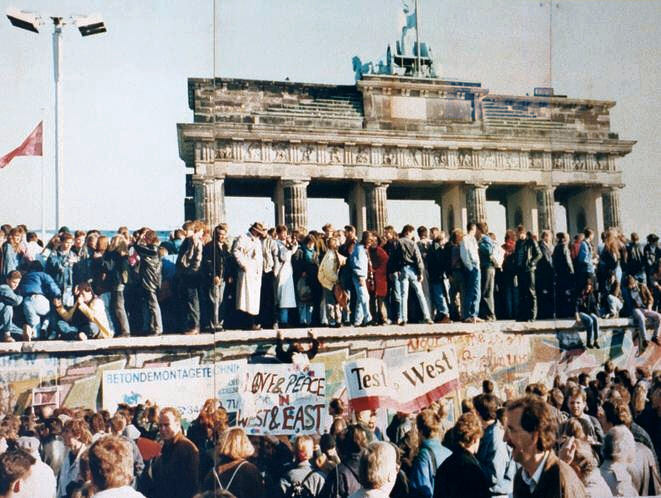
La caída del Muro de Berlín en 1989

Las revueltas culminaron con las manifestaciones en Alemania del Este contra el régimen marxista-leninista de Erich Honecker y con las demandas de que se derribara el Muro de Berlín. El evento en Alemania del Este se convirtió en una revuelta popular de masas con secciones del Muro de Berlín siendo derribadas y los berlineses del Este y Oeste uniéndose. La negativa de Gorbachov a utilizar las fuerzas soviéticas con base en Alemania Oriental para reprimir la revuelta fue vista como una señal de que la Guerra Fría había terminado. Honecker fue presionado para que renunciara a su cargo y el nuevo gobierno se comprometió a la reunificación con Alemania Occidental. El régimen marxista-leninista de Nicolae Ceaușescu en Rumania fue derrocado por la fuerza en 1989 y Ceaușescu fue ejecutado. Los otros regímenes del Pacto de Varsovia también cayeron durante las revoluciones de 1989, con la excepción de la República Popular Socialista de Albania que continuó hasta 1992.
El malestar y el eventual colapso del marxismo-leninismo también se produjeron en Yugoslavia, aunque por razones diferentes a las del Pacto de Varsovia. La muerte de Josip Broz Tito en 1980 y el consiguiente vacío de liderazgo fuerte permitieron el surgimiento del nacionalismo étnico rival en el país multinacional. El primer líder en explotar ese nacionalismo con fines políticos fue Slobodan Milošević, que lo utilizó para tomar el poder como presidente de Serbia y exigió concesiones a Serbia y los serbios por parte de las demás repúblicas de la federación yugoslava. Esto resultó en una oleada de nacionalismo esloveno y croata en respuesta y el colapso de la Liga de Comunistas de Yugoslavia en 1990, la victoria de los nacionalistas en elecciones multipartidistas en la mayoría de las repúblicas constituyentes de Yugoslavia y, finalmente, la guerra civil entre las diversas nacionalidades que comenzó en 1991. Yugoslavia se disolvió en 1992.
La propia Unión Soviética colapsó entre 1990 y 1991, con un aumento del nacionalismo secesionista y una disputa por el poder político entre Gorbachov y Boris Yeltsin, el nuevo líder de la Federación Rusa. Con el colapso de la Unión Soviética, Gorbachov preparó al país para convertirse en una federación flexible de estados independientes llamada Comunidad de Estados Independientes. Los líderes marxistas-leninistas de línea dura en el ejército reaccionaron a las políticas de Gorbachov con el golpe de agosto de 1991 en el que los líderes militares marxistas-leninistas de línea dura derrocaron a Gorbachov y tomaron el control del gobierno. Este régimen solo duró brevemente, ya que la oposición popular generalizada estalló en protestas callejeras y se negó a someterse. Gorbachov fue restaurado al poder, pero las diversas repúblicas soviéticas estaban ahora preparadas para la independencia. El 25 de diciembre de 1991, Gorbachov anunció oficialmente la disolución de la Unión Soviética, poniendo fin a la existencia del primer estado del mundo dirigido por marxistas-leninistas.

### Era posterior a la Guerra Fría (1992-presente)
Desde la caída de los regímenes marxista-leninistas de Europa del Este, la Unión Soviética y una variedad de regímenes marxista-leninistas africanos, sólo unos pocos partidos marxista-leninistas permanecieron en el poder, esto incluye a China, Cuba, Laos y Vietnam (no se incluye a la República Popular Democrática de Corea ya que si bien sigue siendo una república socialista ha reemplazado completamente al marxismo-leninismo por el juche). La mayoría de los partidos comunistas marxistas-leninistas fuera de estas naciones han obtenido resultados relativamente malos en las elecciones, aunque otros partidos se han mantenido o se han convertido en una fuerza relativamente fuerte. Esto incluye a Rusia, donde el Partido Comunista de la Federación de Rusia ha seguido siendo una fuerza política significativa, ganando las elecciones legislativas de 1995, casi ganando las elecciones presidenciales de 1996 y, en general, sigue siendo el segundo partido más popular. En Ucrania, el Partido Comunista también ejerció influencia y gobernó el país después de las elecciones parlamentarias de 1994 y nuevamente después de las elecciones parlamentarias de 2006. Sin embargo, las elecciones parlamentarias de 2014 tras la invasión rusa de Ucrania y la anexión de Crimea provocaron la pérdida de sus 32 miembros y ninguna representación parlamentaria..
En Europa, varios partidos marxista-leninistas siguen siendo fuertes. En Chipre, Dimitris Christofias de AKEL ganó las elecciones presidenciales de 2008. AKEL ha sido consistentemente el primer y tercer partido más popular, ganando las elecciones legislativas de 1970, 1981, 2001 y 2006. En la República Checa y Portugal, el Partido Comunista de Bohemia y Moravia y el Partido Comunista Portugués han sido el segundo y cuarto partidos más populares hasta las elecciones legislativas de 2017 y 2009, respectivamente. Desde 2017, el Partido Comunista de Bohemia y Moravia apoya al gobierno minoritario ANO 2011-ČSSD, mientras que el Partido Comunista Portugués ha brindado confianza y suministro junto con el Partido Ecologista "Los Verdes" y el Bloque de Izquierda al gobierno minoritario socialista de 2015 a 2019. En Grecia, el Partido Comunista ha dirigido un gobierno de unidad nacional interino y posterior entre 1989 y 1990, permaneciendo constantemente como el tercer o cuarto partido más popular. En Moldavia, el Partido Comunista ganó las elecciones parlamentarias de 2001, 2005 y abril de 2009. Sin embargo, se protestaron los resultados de las elecciones moldavas de abril de 2009 y se celebró otra ronda en julio, lo que dio lugar a la formación de la Alianza para la Integración Europea. Al no poder elegir al presidente, en noviembre de 2010 se llevaron a cabo nuevas elecciones parlamentarias que resultaron en aproximadamente la misma representación en el parlamento. Según Ion Marandici, un politólogo moldavo, el Partido de los Comunistas se diferencia de los de otros países porque logró atraer a las minorías étnicas y los moldavos antirrumanos. Después de trazar la estrategia de adaptación del partido, encontró evidencia confirmatoria de cinco de los factores que contribuyeron a su éxito electoral, ya mencionados en la literatura teórica sobre los antiguos partidos marxista-leninistas, a saber, la situación económica, la debilidad de los oponentes, la leyes, la fragmentación del espectro político y el legado del antiguo régimen. Sin embargo, Marandici identificó siete factores explicativos adicionales en el caso de Moldavia, a saber, el apoyo extranjero a ciertos partidos políticos, el separatismo, el atractivo para las minorías étnicas, la capacidad de construcción de alianzas, la confianza en la noción soviética de la identidad moldava, el proceso de construcción del Estado y el control de una parte significativa de los medios de comunicación. Es debido a estos siete factores adicionales que el partido logró consolidar y expandir su circunscripción. En los estados postsoviéticos, el Partido de los Comunistas es el único que ha estado en el poder durante tanto tiempo y no cambió el nombre del partido.
En Asia, siguen existiendo varios regímenes y movimientos marxistas-leninistas. La República Popular de China ha continuado la agenda de las reformas de Deng Xiaoping en la década de 1980 al iniciar una importante reforma de la economía nacional. Al mismo tiempo, no se ha producido una liberalización política correspondiente como ocurrió en años anteriores en los países de Europa del Este. La insurgencia naxalita ha continuado entre los gobiernos de Bangladés y la India contra varios movimientos marxista-leninistas, que no ha cesado desde la década de 1960. En India, el gobierno de Manmohan Singh dependía del apoyo parlamentario del Partido Comunista marxista, que ha encabezado los gobiernos estatales de Kerala, Tripura y Bengala Occidental. El brazo armado del Partido Comunista maoísta ha estado librando una guerra contra el gobierno de la India desde 1967 y todavía está activo en la mitad del país. Los rebeldes maoístas en Nepal participaron en una guerra civil de 1996 a 2006 que logró derrocar a la monarquía allí y crear una república. El líder del Partido Comunista Marxista-Leninista Unificado, Man Mohan Adhikari, se convirtió brevemente en primer ministro y líder nacional de 1994 a 1995 y el líder guerrillero maoísta Prachanda fue elegido primer ministro por la Asamblea Constituyente de Nepal en 2008. Prachanda ha sido depuesto primer ministro, que llevó a los maoístas, que consideran injusta la destitución de Prachanda, a abandonar su enfoque legalista y volver a sus acciones callejeras y militancia y a liderar huelgas generales esporádicas utilizando su influencia sustancial en el movimiento obrero nepalí. Estas acciones han oscilado entre leves e intensas. En Filipinas, el Partido Comunista de orientación maoísta y su brazo armado, el Nuevo Ejército del Pueblo, han estado librando una revolución armada contra el gobierno filipino existente desde 1968 y todavía participan en una insurgencia guerrillera de baja escala.
En África, varios estados marxista-leninistas se reformaron y mantuvieron el poder. En Sudáfrica, el Partido Comunista es miembro de la alianza tripartita junto con el Congreso Nacional Africano y el Congreso de Sindicatos Sudafricanos. Luchadores por la Libertad Económica es un partido panafricano, marxista-leninista fundado en 2013 por el expresidente expulsado de la Liga Juvenil del Congreso Nacional Africano, Julius Malema, y sus aliados. Sri Lanka ha tenido ministros marxistas-leninistas en sus gobiernos nacionales. En Zimbabue, el expresidente Robert Mugabe del ZANU-PF, el líder del país desde hace mucho tiempo, era un marxista-leninista declarado.
En las Américas, ha habido varias insurgencias. En América del Norte, el Partido Comunista Revolucionario de Estados Unidos, dirigido por su presidente Bob Avakian, organiza una revolución para derrocar el sistema capitalista y reemplazarlo por un estado socialista. En América del Sur, Colombia se encuentra en medio de una guerra civil que se libra desde 1964 entre el gobierno colombiano y los paramilitares de derecha alineados contra dos grupos guerrilleros marxistas-leninistas, el Ejército de Liberación Nacional y las Fuerzas Armadas Revolucionarias de Colombia. En Perú ha habido un conflicto interno entre el gobierno peruano y militantes marxistas-leninistas-maoístas como Sendero Luminoso.

## Ideología

### Colectivismo
El colectivismo fue una parte importante de la ideología marxista-leninista en la Unión Soviética, donde jugó un papel clave en la formación del nuevo hombre soviético, sacrificando voluntariamente su vida por el bien del colectivo. Términos como "colectivo" y "las masas" se usaban con frecuencia en el idioma oficial y se elogiaban en la literatura de agitprop por Vladimir Mayakovsky y Bertolt Brecht.
El hecho de que los regímenes marxista-leninistas confiscaran las empresas privadas y las propiedades agrícolas aumentó radicalmente la igualdad de ingresos y propiedad en la práctica. La desigualdad de ingresos se redujo en Rusia bajo el dominio de la Unión Soviética, luego se recuperó después de su desaparición en 1991. También disminuyó rápidamente en el Bloque del Este después de la toma de posesión soviética de Europa del Este al final de la Segunda Guerra Mundial. De manera similar, la desigualdad volvió a aumentar después del colapso del sistema soviético. Según Paul Hollander, esta era una de las características de los estados comunistas que resultaba tan atractiva para los intelectuales occidentales igualitarios que justificaron silenciosamente el asesinato de millones de capitalistas, terratenientes y kulaks supuestamente ricos para lograr esta igualdad. Según Walter Scheidel, tenían razón en la medida en que históricamente solo los choques violentos han dado lugar a importantes reducciones de la desigualdad económica.
Los marxistas-leninistas responden a este tipo de críticas destacando las diferencias ideológicas en el concepto de libertad. Se señaló que "las normas marxista-leninistas menospreciaban el individualismo del laissez-faire" y condenaba "las amplias variaciones en la riqueza personal como no lo ha hecho Occidente", al tiempo que enfatizan la igualdad, lo que significa educación y atención médica gratuitas, poca disparidad en la vivienda o los salarios, etc." Cuando se le pidió que comentara sobre la afirmación de que los ex ciudadanos de los estados socialistas ahora disfrutan de mayores libertades, Heinz Kessler, exministro de Defensa Nacional de Alemania Oriental, respondió: "Millones de personas en Europa del Este ahora están libres de empleo, libres de calles seguras, libres de la asistencia sanitaria, libre de la seguridad social ".

### Economía

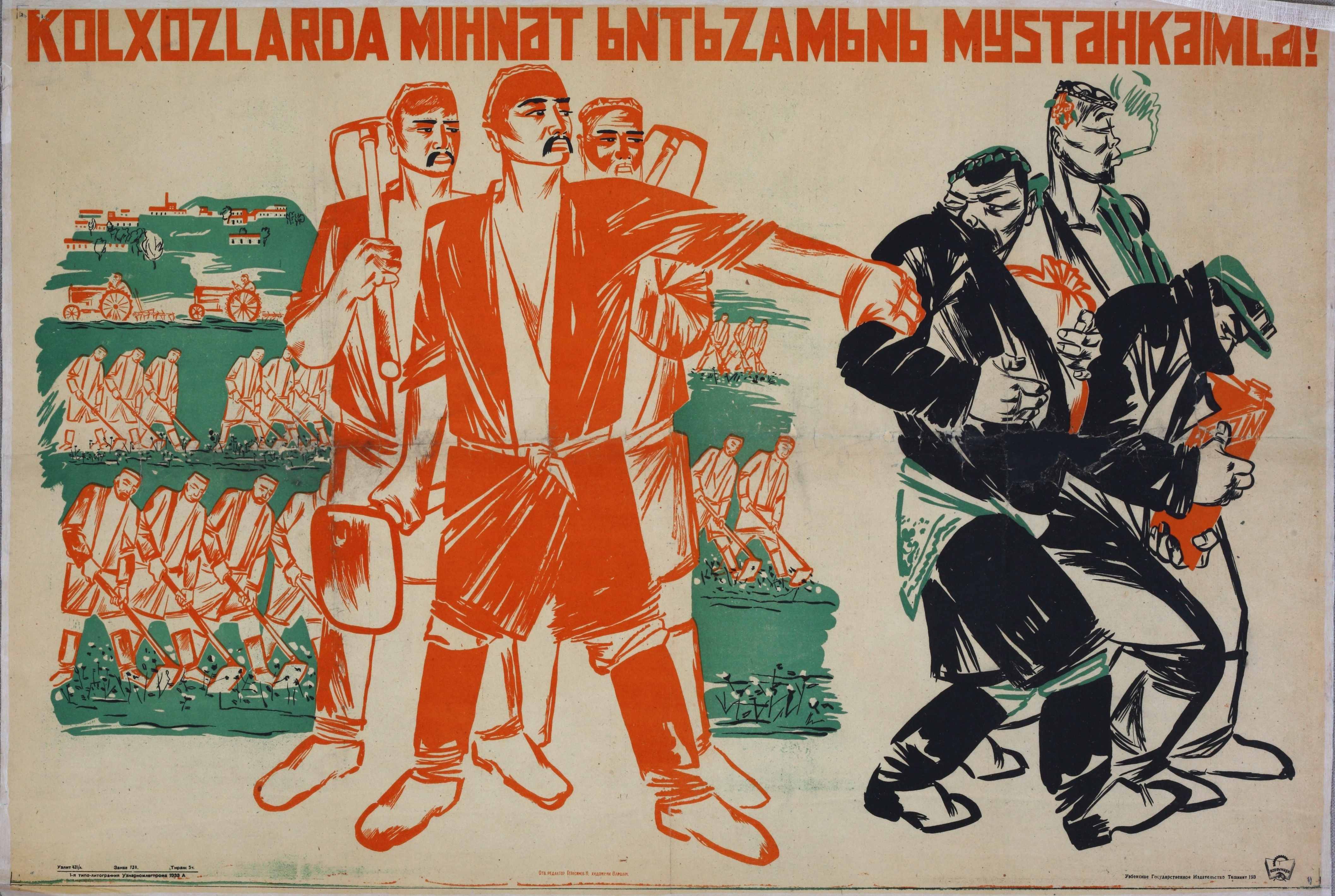
Propaganda soviética de 1993 que anima a los campesinos y agricultores a fortalecer la disciplina de trabajo en las granjas colectivas en la República Socialista Soviética de Azerbaiyán.

El objetivo de la economía política marxista-leninista es la emancipación de hombres y mujeres de la deshumanización provocada por el trabajo mecanicista psicológicamente alienante (sin equilibrio trabajo-vida) que se realiza a cambio de salarios que dan acceso económico limitado a las necesidades materiales de la vida (es decir, comida y refugio). Esa emancipación personal y social de la pobreza (necesidad material) maximizaría la libertad individual al permitir a hombres y mujeres perseguir sus intereses y talentos innatos (artísticos, industriales e intelectuales) mientras trabajan por elección, sin la coerción económica de la pobreza. En la sociedad comunista de desarrollo económico de etapa superior, la eliminación del trabajo alienante (trabajo mecanicista) depende de los desarrollos de alta tecnología que mejoran los medios de producción y los medios de distribución. Para satisfacer las necesidades materiales de una sociedad socialista, el estado utiliza una economía planificada para coordinar los medios de producción y distribución para suministrar y entregar los bienes y servicios requeridos en toda la sociedad y la economía nacional. El estado sirve como salvaguarda para la propiedad y como coordinador de la producción a través de un plan económico universal.
Con el fin de reducir el desperdicio y aumentar la eficiencia, la planificación científica reemplaza los mecanismos de mercado y los mecanismos de precios como principio rector de la economía. El enorme poder adquisitivo del estado reemplaza el papel de las fuerzas del mercado, y el equilibrio macroeconómico no se logra a través de las fuerzas del mercado sino mediante la planificación económica basada en evaluaciones científicas. Los salarios del trabajador se determinan de acuerdo con el tipo de habilidades y el tipo de trabajo que puede realizar dentro de la economía nacional. Además, el valor económico de los bienes y servicios producidos se basa en su valor de uso (como objetos materiales) y no en el costo de producción (valor) o el valor de cambio (utilidad marginal). El afán de lucro como fuerza motriz de la producción es reemplazado por la obligación social de cumplir con el plan económico. Los salarios se fijan y diferencian según la habilidad y la intensidad del trabajo. Si bien los medios de producción socialmente utilizados están bajo control público, las pertenencias personales o la propiedad de naturaleza personal que no implique la producción en masa de bienes no se ven afectados por el estado.
Debido a que el marxismo-leninismo ha sido históricamente la ideología estatal de países que estaban económicamente subdesarrollados antes de la revolución socialista, o cuyas economías fueron casi destruidas por guerras como en la República Democrática Alemana y la República Socialista de Vietnam, el objetivo principal antes de lograr el comunismo era el desarrollo del socialismo en sí mismo. Tal fue el caso de la Unión Soviética, donde la economía era principalmente agraria y la industria urbana se encontraba en una etapa primitiva. Para desarrollar el socialismo, la Unión Soviética experimentó una rápida industrialización con programas pragmáticos de ingeniería social que trasplantaron poblaciones campesinas a las ciudades, donde fueron educados y capacitados como trabajadores industriales y luego se convirtieron en la fuerza de trabajo de las nuevas fábricas e industrias. De manera similar, las poblaciones de agricultores trabajaron el sistema de granjas colectivas para cultivar alimentos para alimentar a los trabajadores industriales en las ciudades industrializadas. Desde mediados de la década de 1930, el marxismo-leninismo ha abogado por una austera igualdad social basada en el ascetismo y el autosacrificio. En la década de 1920, el partido bolchevique permitió semioficialmente una desigualdad salarial limitada a pequeña escala para impulsar la productividad laboral en la economía de la Unión Soviética. Estas reformas fueron promovidas para alentar el materialismo y la codicia con el fin de estimular el crecimiento económico. Esta política proconsumista ha avanzado en la línea del pragmatismo industrial a medida que avanza el progreso económico mediante el impulso de la industrialización.
En la praxis económica de la Rusia bolchevique, había una diferencia definitoria de economía política entre el socialismo y el comunismo. Lenin explicó su similitud conceptual con las descripciones de Marx de la etapa inferior y la etapa superior del desarrollo económico, a saber, que inmediatamente después de una revolución proletaria en la sociedad socialista de la etapa inferior, la economía práctica debe basarse en el trabajo individual aportado por los hombres y mujeres y que el trabajo remunerado sería la base de la sociedad comunista de la etapa superior que ha realizado el precepto social del lema «De cada uno según su capacidad, a cada uno según sus necesidades».

### Relaciones Internacionales
El marxismo-leninismo tiene como objetivo crear una sociedad comunista internacional. Apoya las alianzas internacionales antifascistas y ha abogado por la creación de frentes populares entre antifascistas comunistas y no comunistas contra los movimientos fascistas fuertes. Este enfoque marxista-leninista de las relaciones internacionales se deriva de los análisis (políticos, económicos, sociológicos y geopolíticos) que Lenin presentó en el ensayo El imperialismo, fase superior del capitalismo (1917). Extrapolando de cinco bases filosóficas del marxismo, a saber, que la historia humana es la historia de la lucha de clases entre una clase dominante y una clase explotada; que el capitalismo crea clases sociales antagónicas, es decir, los explotadores burgueses y el proletariado explotado; que el capitalismo emplea la guerra nacionalista para promover la expansión económica privada; que el socialismo es un sistema económico que anula las clases sociales a través de la propiedad pública de los medios de producción y así eliminará las causas económicas de la guerra; y que una vez que el estado (socialista o comunista) se marchite, también se marchitarán las relaciones internacionales porque son proyecciones de las fuerzas económicas nacionales. Lenin dijo que el agotamiento por parte de los capitalistas de las fuentes internas de ganancias de inversión a través de fideicomisos y cárteles de fijación de precios, luego impulsa a los mismos capitalistas a exportar capital de inversión a países subdesarrollados para financiar la explotación de los recursos naturales y las poblaciones nativas y para crear nuevos mercados. Que el control capitalista de la política nacional asegure la salvaguardia militar del gobierno de las inversiones coloniales y la consecuente competencia imperial por la supremacía económica provoque guerras internacionales para proteger sus intereses nacionales.
En la perspectiva vertical (relaciones de clase social) del marxismo-leninismo, los asuntos internos e internacionales de un país son un continuo político, no ámbitos separados de la actividad humana. Este es el opuesto filosófico de las perspectivas horizontales (país a país) de los enfoques liberal y realista de las relaciones internacionales. El imperialismo colonial es la consecuencia inevitable en el curso de las relaciones económicas entre países cuando la fijación de precios internos del capitalismo monopolista ha anulado la competencia rentable en la patria capitalista. La ideología del nuevo imperialismo, racionalizada como una misión civilizadora, permitió la exportación de capital de inversión de alto beneficio a países subdesarrollados con poblaciones nativas sin educación (fuentes de mano de obra barata), abundantes materias primas para la explotación (factores de fabricación) y un mercado colonial. consumir el excedente de producción que la patria capitalista no puede consumir. El ejemplo es la lucha europea por África (1881-1914) en la que el imperialismo fue salvaguardado por el ejército nacional.
Para asegurar las colonias económicas y de colonos, fuentes extranjeras de nuevo capital-inversión-beneficio, el estado imperialista busca el control político o militar de los recursos limitados (naturales y humanos). La Primera Guerra Mundial (1914-1918) fue el resultado de tales conflictos geopolíticos entre los imperios de Europa sobre esferas de influencia coloniales. Para las clases trabajadoras colonizadas que crean la riqueza (bienes y servicios), la eliminación de la guerra por los recursos naturales (acceso, control y explotación) se resuelve derrocando al estado capitalista militarista y estableciendo un estado socialista porque una economía mundial pacífica solo es factible por revoluciones proletarias que derrocan sistemas de economía política basados en la explotación del trabajo.

### Sistema político
El marxismo-leninismo apoya la creación de un estado de partido único dirigido por un partido comunista como un medio para desarrollar el socialismo y luego el comunismo. La estructura política del estado marxista-leninista implica el gobierno de un partido comunista de vanguardia sobre un estado socialista revolucionario que representa la voluntad y el gobierno del proletariado. A través de la política del centralismo, el partido comunista es la institución política suprema del estado marxista-leninista.
En el marxismo-leninismo, las elecciones se llevan a cabo para todos los cargos dentro de la estructura legislativa, consejos municipales, legislaturas nacionales y presidencias. En la mayoría de los estados marxista-leninistas, esto ha tomado la forma de elegir directamente a representantes para cubrir cargos, aunque en algunos estados como la República Popular China, la República de Cuba y la República Federativa Socialista de Yugoslavia este sistema también incluía elecciones indirectas como diputados elegidos por diputados como el siguiente nivel inferior de gobierno. El marxismo-leninismo afirma que la sociedad está unida por intereses comunes representados a través del partido comunista y otras instituciones del estado marxista-leninista.

### Sociedad

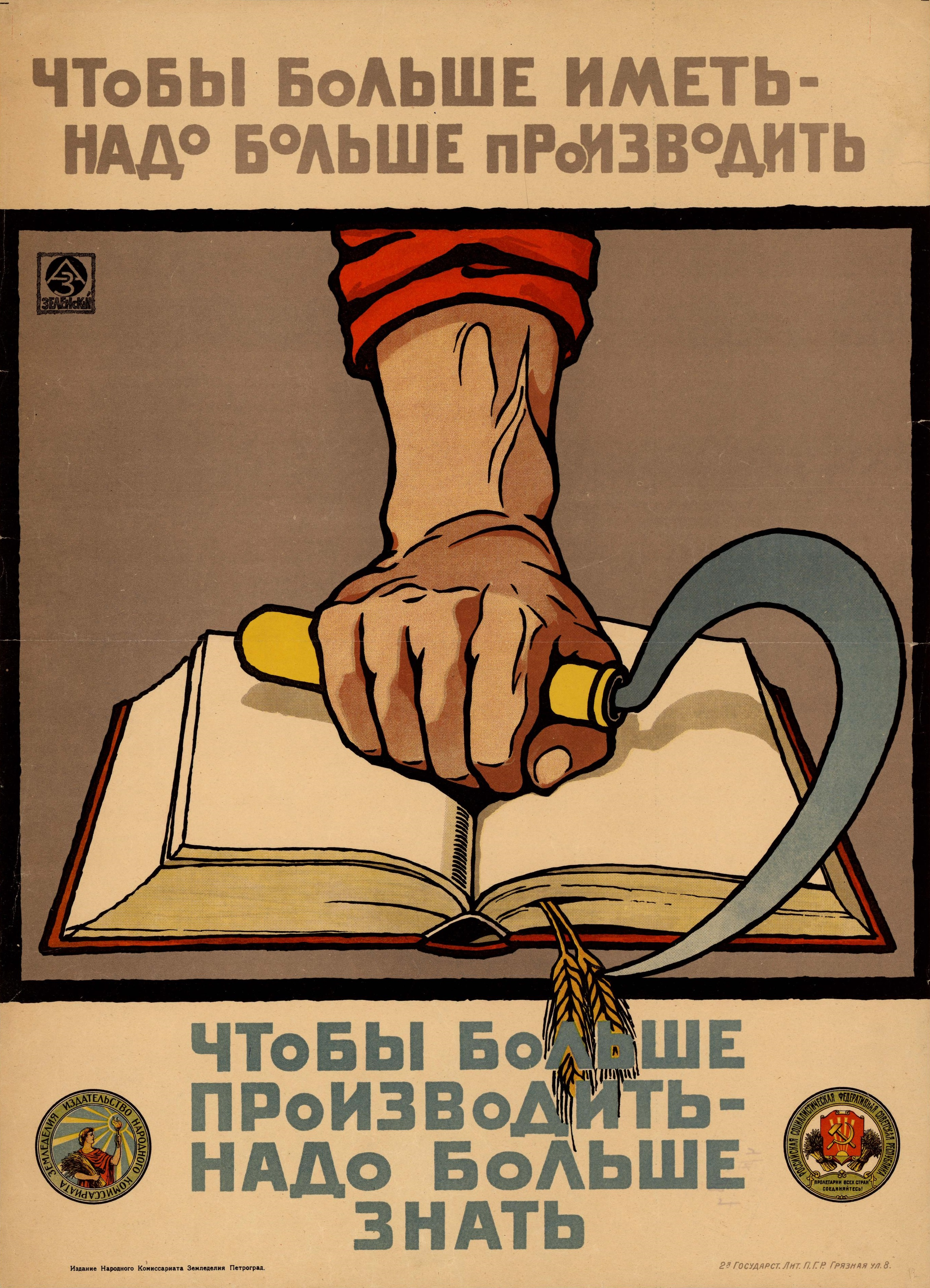
Una propaganda bolchevique pro-educación de 1920 que dice lo siguiente: "Para tener más, es necesario producir más. Para producir más, es necesario saber más".

El marxismo-leninismo apoya el bienestar social universal. El estado marxista-leninista proporciona el bienestar nacional con atención médica universal, educación pública gratuita (académica, técnica y profesional) y los beneficios sociales (cuidado de niños y educación continua) necesarios para aumentar la productividad de los trabajadores y la economía socialista para desarrollar una sociedad. Como parte de la economía planificada, el estado marxista-leninista está destinado a desarrollar la educación universal (académica y técnica) del proletariado y su conciencia de clase (educación política) para facilitar su comprensión contextual del desarrollo histórico del comunismo tal como se presenta en la teoría de Marx de historia.
El marxismo-leninismo apoya la emancipación de la mujer y el fin de la explotación de la mujer. La política marxista-leninista sobre el derecho de familia ha implicado típicamente la eliminación del poder político de la burguesía, la abolición de la propiedad privada y una educación que enseñe a los ciudadanos a regirse por un estilo de vida disciplinado y autocumplido dictado por las normas sociales del comunismo como medios para establecer un nuevo orden social. La reforma judicial del derecho de familia elimina el patriarcado del sistema legal. Esto facilita la emancipación política de las mujeres de la inferioridad social tradicional y la explotación económica. La reforma de la ley civil convirtió el matrimonio en secular en una "unión libre y voluntaria" entre personas que son iguales desde el punto de vista social y legal; divorcio facilitado; aborto legalizado, bastardo eliminado ("hijos ilegítimos"); y anuló el poder político de la burguesía y el estatus de propiedad privada de los medios de producción. El sistema educativo imparte las normas sociales para una forma de vida autodisciplinada y autocumplida, mediante la cual los ciudadanos socialistas establecen el orden social necesario para realizar una sociedad comunista. Con el advenimiento de una sociedad sin clases y la abolición de la propiedad privada, la sociedad asume colectivamente muchos de los roles tradicionalmente asignados a las madres y esposas, y las mujeres se integran en el trabajo industrial. Esto ha sido promovido por el marxismo-leninismo como medio para lograr la emancipación de la mujer.
La política cultural marxista-leninista moderniza las relaciones sociales entre los ciudadanos al eliminar el sistema de valores capitalista del conservadurismo tradicionalista, por el cual el zarismo clasifica, divide y controla a las personas con clases sociales estratificadas sin movilidad socioeconómica. Se centra en la modernización y el distanciamiento de la sociedad del pasado, la burguesía y la vieja intelectualidad. Los cambios socioculturales necesarios para el establecimiento de una sociedad comunista están relacionados con la educación y la agitprop (agitación y propaganda) que refuerzan los valores comunistas. La modernización de las políticas educativas y culturales elimina la atomización social, incluida la anomia y la alienación social, provocada por el atraso cultural. El marxismo-leninismo desarrolla al hombre nuevo soviético, un ciudadano culto y educado, dotado de una conciencia de clase proletaria, orientado hacia la cohesión social necesaria para el desarrollo de una sociedad comunista frente al individualista burgués antitético asociado a la atomización social.

### Teología

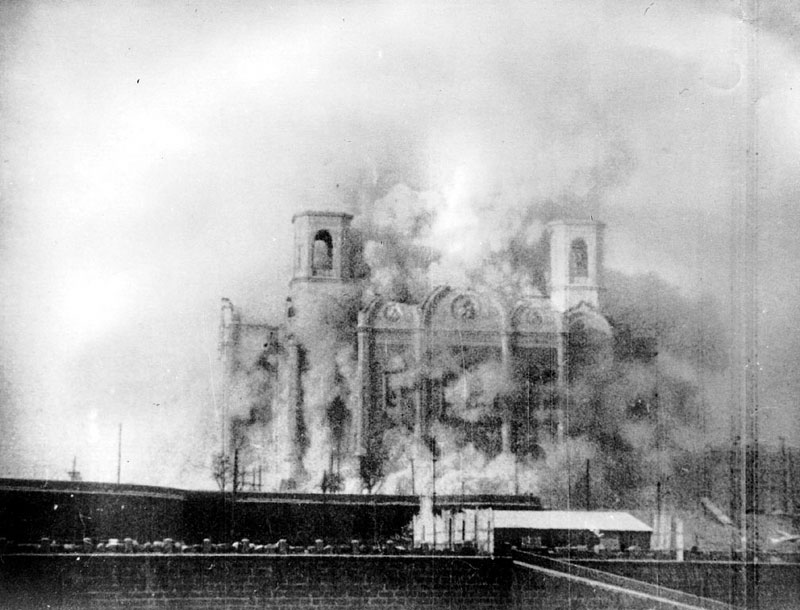
Al establecer el ateísmo estatal en la Unión Soviética, Stalin ordenó en 1931 la demolición de la Catedral de Cristo Salvador en Moscú.

La cosmovisión marxista-leninista es atea, en la que toda la actividad humana resulta de la voluntad humana y no de la voluntad de seres sobrenaturales (dioses, diosas y demonios) que tienen una agencia directa en los asuntos públicos y privados de la sociedad humana. Los principios de la política nacional de la Unión Soviética de ateísmo marxista-leninista se originaron en las filosofías de Georg Wilhelm Friedrich Hegel (1770-1831) y Ludwig Feuerbach (1804-1872), así como en las de Karl Marx (1818-1883) y Vladimir Lenin. (1870-1924).
Como base del marxismo-leninismo, la filosofía del materialismo (el universo físico existe independientemente de la conciencia humana) se aplica como materialismo dialéctico (considerado por sus defensores una filosofía de la ciencia, la historia y la naturaleza) para examinar las relaciones socioeconómicas entre las personas. y las cosas como partes de un mundo material dinámico que es diferente al mundo inmaterial de la metafísica. El astrofísico soviético Vitali Guínzburg dijo que ideológicamente los «comunistas bolcheviques no eran simplemente ateos, sino, según la terminología de Lenin, ateos militantes», al excluir la religión de la corriente social, de la educación y del gobierno.

## Análisis
El marxismo-leninismo ha sido ampliamente criticado, particularmente en sus variantes estalinista y maoísta, en todo el espectro político, incluso por otros marxistas. La mayoría de los estados marxistas-leninistas han sido considerados autoritarios y acusados de totalitarios, especialmente la Unión Soviética bajo Iósif Stalin, China bajo Mao Zedong, Camboya bajo el Jemer Rouge y Rumania bajo Nicolae Ceaușescu. Las ideologías rivales fueron perseguidas y la mayoría de las elecciones tuvieron un solo candidato.
Los regímenes marxista-leninistas han llevado a cabo una represión masiva y matanza masiva de disidentes políticos y clases sociales (los llamados «enemigos del pueblo») como el Terror Rojo y la Gran Purga en la Unión Soviética y la Campaña para Reprimir a los Contrarrevolucionarios en China. Según Daniel Gray, Silvio Pons y David Martin Walker, estos fueron en parte el resultado de la ideología marxista-leninista Y justificado como medio de mantener el "poder proletario." Según Gray y Walker, se consideró que los disidentes políticos estaban «distorsionando el verdadero camino hacia el comunismo». Según Pons, la represión de los grupos sociales se consideraba una parte necesaria de la lucha de clases contra las «clases explotadoras». Además, los estados marxista-leninistas han sido responsables de persecuciones religiosas masivas como en la Unión Soviética y en China motivadas por el ateísmo marxista-leninista. Varios estados marxista-leninistas llevaron a cabo una limpieza étnica, más notablemente el traslado forzoso de población en la Unión Soviética y el Genocidio de Camboya. Para Pons, esto fue en parte un esfuerzo por extender el control estatal homogeneizando sus poblaciones y eliminando los grupos étnicos que mantenían su «distinción cultural, política y económica».
Los estados marxista-leninistas impusieron la colectivización e hicieron un uso generalizado del trabajo forzado en campos de trabajo como los gulags soviéticos y los laogai chinos. Aunque algunos estados no comunistas utilizaban trabajo forzoso, lo que era diferente, según Robert Service, era "el envío de personas a los campos sin otra razón que la desgracia de pertenecer a una clase social sospechosa". Según Pons, esto estaba justificado por la ideología marxista-leninista y visto como un medio de "redención". Según Service, se culpa a sus políticas económicas de causar grandes hambrunas como el Holodomor y la Gran Hambruna China.. Los académicos no están de acuerdo con la cuestión del genocidio de Holodomor y el premio Nobel Amartya Sen sitúa la Gran Hambruna China en un contexto global, argumentando que la falta de democracia fue la principal culpable y comparándola con otras hambrunas en países capitalistas. Al escribir sobre la era estalinista del marxismo-leninismo y sus represiones, el historiador Michael Ellman afirma que las muertes masivas por hambrunas no son un "mal exclusivamente estalinista" y compara el comportamiento del régimen estalinista frente al Holodomor con el del Imperio británico (hacia Irlanda e India) e incluso el G8 en la época contemporánea, argumentando que estos últimos "son culpables de homicidio masivo o muertes masivas por negligencia criminal por no tomar medidas obvias para reducir las muertes masivas" y que una posible defensa de Iósif Stalin y sus colaboradores es que "su comportamiento no fue peor que el de muchos gobernantes en los siglos XIX y XX".
Los anarcocomunistas, los marxistas clásicos, libertarios y ortodoxos, así como los comunistas de izquierda y de consejo, son críticos del marxismo-leninismo, particularmente por lo que ven como su autoritarismo. La marxista polaca Rosa Luxemburg descartó la idea marxista-leninista de una "vanguardia", argumentando que una revolución no puede ser provocada por el mando. Ella predijo que una vez que los bolcheviques hubieran prohibido la democracia multipartidista y la disidencia interna, la "dictadura del proletariado" se convertiría en la dictadura de una facción y luego de un individuo. Los trotskistas creen que el marxismo-leninismo conduce al establecimiento de un estado obrero degenerado o deformado, donde la élite capitalista ha sido reemplazada por una élite burocrática inexplicable y no hay verdadera democracia o control obrero de la industria. La marxista estadounidense Raya Dunayevskaya rechazó el marxismo-leninismo como un tipo de capitalismo de estado debido a la propiedad estatal de los medios de producción y descartó el gobierno de partido único como antidemocrático. Además, argumentó que no es ni marxismo ni leninismo, sino más bien una ideología compuesta que Stalin utilizó para determinar convenientemente qué es comunismo y qué no es comunismo para los países del Bloque del Este. El comunista de izquierda italiano Amadeo Bordiga rechazó el marxismo-leninismo como un oportunismo político que preservó el capitalismo debido a la afirmación de que el intercambio de mercancías se produciría bajo el socialismo. Creía que el uso de organizaciones de fachada popular por parte de la Internacional Comunista y una vanguardia política organizada por el centralismo orgánico fue más eficaz que una vanguardia organizada por el centralismo democrático. El anarcocomunista Peter Kropotkin criticó el marxismo-leninismo como centralizador y autoritario.
El filósofo Eric Voegelin ve el marxismo-leninismo como inherentemente opresivo, argumentando que "la visión marxista dictó el resultado estalinista no porque la utopía comunista fuera inevitable sino porque era imposible". Crítica como esta ha sido criticada en sí misma por el determinismo filosófico, es decir, que los eventos negativos en la historia del movimiento estaban predeterminados por sus convicciones, con el historiador Robert Vincent Daniels argumentando que el marxismo se usó para "justificar el estalinismo, pero ya no se le permitió servir a ninguno como una directiva política o una explicación de la realidad "durante el gobierno de Stalin. Por el contrario, E. Van Ree sostiene que Stalin se consideraba a sí mismo "de acuerdo general" con las obras clásicas del marxismo hasta su muerte. Graeme Gill sostiene que el estalinismo "no fue un flujo natural de desarrollos anteriores; [fue una] ruptura brusca resultante de decisiones conscientes de los principales actores políticos". Sin embargo, Gill señala que "las dificultades con el uso del término reflejan problemas con el concepto de estalinismo en sí. La principal dificultad es la falta de acuerdo sobre lo que debería constituir el estalinismo" Historiadores como Michael Geyer y Sheila Fitzpatrick critican el enfoque en los niveles superiores de la sociedad y el uso de conceptos de la Guerra Fría, como el totalitarismo, que han oscurecido la realidad de sistemas marxista-leninistas como el de la Unión Soviética.
Los marxistas-leninistas responden que en general no había desempleo en los estados marxista-leninistas y que a la mayoría de los ciudadanos se les garantizaba vivienda, educación, atención médica y transporte público a bajo costo o sin costo alguno. En su análisis crítico de los estados marxista-leninistas, Ellman señala que se comparan favorablemente con los estados occidentales en algunos indicadores de salud como la mortalidad infantil y la esperanza de vida. Philipp Ther postula que hubo un aumento en el nivel de vida en todos los países del Bloque del Este como resultado de los programas de modernización bajo los gobiernos marxista-leninistas.Sen descubrió que varios estados marxista-leninistas lograron avances significativos en la esperanza de vida y comentó que "un pensamiento que seguramente ocurrirá es que el comunismo es bueno para eliminar la pobreza". Olivia Ball y Paul Gready informan que los estados marxista-leninistas presionaron a los gobiernos occidentales para que incluyan los derechos económicos en la Declaración Universal de Derechos Humanos.. Otros, como Michael Parenti, afirman que los estados marxista-leninistas experimentaron un mayor desarrollo económico del que hubieran tenido de otra manera, o que sus líderes se vieron obligados a tomar duras medidas para defender a sus países del bloque occidental durante la Guerra Fría. Parenti también argumenta que los informes de represión política son exagerados por los anticomunistas y que el gobierno del partido comunista proporcionó algunos derechos humanos, como los derechos económicos, sociales y culturales que no se encuentran en los estados capitalistas, incluidos los derechos a que todos sean tratados por igual sin importar su educación o su situación financiera. estabilidad; que cualquier ciudadano puede mantener un trabajo; o que haya una distribución de recursos más eficiente y equitativa David L. Hoffmann sostiene que muchas formas de intervencionismo estatal utilizadas por los gobiernos marxista-leninistas, incluida la catalogación social, la vigilancia y los campos de internamiento, son anteriores al régimen soviético y se originaron fuera de Rusia. Hoffman sostiene además que las tecnologías de intervención social se desarrollaron junto con el trabajo de los reformadores europeos del siglo XIX y se expandieron enormemente durante la Primera Guerra Mundial, cuando los actores estatales en todos los países combatientes aumentaron drásticamente los esfuerzos para movilizar y controlar a sus poblaciones. Como el estado soviético nació en este momento de guerra total, institucionalizó la intervención estatal como características permanentes de la gobernanza.
Escribiendo para The Guardian, Seumas Milne afirma que el resultado de la narrativa posterior a la Guerra Fría de que Stalin y Hitler eran males gemelos, por lo tanto el comunismo es tan monstruoso como el nazismo "ha sido relativizar los crímenes únicos del nazismo, enterrar los del colonialismo y alimentar la idea de que un cambio social radical siempre conducirá al sufrimiento, la muerte y el fracaso." Otros izquierdistas, incluidos algunos marxistas-leninistas, aplican la autocrítica y en ocasiones han criticado la praxis marxista-leninista y algunas acciones de los gobiernos marxista-leninistas al tiempo que reconocen sus avances, actos emancipatorios como su apoyo a los derechos laborales, los derechos de las mujeres y el antiimperialismo, esfuerzos democráticos, logros igualitarios, modernización y la creación de programas sociales masivos para la educación, la salud, la vivienda y el empleo, así como el aumento de los niveles de vida. Según Parenti, estos gobiernos revolucionarios "extendieron una serie de libertades populares sin destruir aquellas libertades que nunca existieron en los regímenes anteriores", como la democracia y los derechos individuales, citando los ejemplos del "régimen feudal" de Chiang Kai-shek en China, el "estado policial patrocinado por Estados Unidos" de Fulgencio Batista en Cuba, los "gobiernos títeres apoyados por Estados Unidos" de Bảo Đại y otros en Vietnam, así como el colonialismo francés en Argelia, pero no obstante "fomentaron las condiciones necesarias para la autodeterminación nacional el mejoramiento económico, la preservación de la salud y la vida humana, y el fin de muchas de las peores formas de opresión étnica, patriarcal y de clase ".